# Liste der Kulturdenkmale in Reichenbach im Vogtland (A–K)

Wappen von Reichenbach

In der Liste der Kulturdenkmale in Reichenbach (A–K) sind die Kulturdenkmale der Stadt Reichenbach verzeichnet, die bis September 2024 vom Landesamt für Denkmalpflege Sachsen erfasst wurden (ohne archäologische Kulturdenkmale) und deren Straßenname mit den entsprechenden Anfangsbuchstaben beginnt. Die Anmerkungen sind zu beachten.
Diese Aufzählung ist eine Teilmenge der Liste der Kulturdenkmale in Reichenbach im Vogtland.

## Liste der Kulturdenkmale in Reichenbach
| Bild                                    | Bezeichnung | Lage                                                                     | Datierung                                              | Beschreibung | ID       |
| --------------------------------------- | --- | ------------------------------------------------------------------------ | ------------------------------------------------------ | --- | -------- |
| Direkt Bild zu diesem Denkmal hochladen | Denkmalschutzgebiet Stadtkern Reichenbach (Vorschlag) | (Stadtkern) (Karte)                                                      | Nach 1833                                              | Denkmalschutzgebiet Stadtkern Reichenbach | 09245457 |
|                                         | Sachgesamtheit Königlich-Sächsische Triangulierung („Europäische Gradmessung im Königreich Sachsen“); Station 138, Carlshöhe                                                     | (Gemarkung Cunsdorf, Flurstück 96/1) (Karte)                             | Bezeichnet mit 1876                                    | Station der Königlich-Sächsischen Triangulation, Netz 2. Ordnung, wissenschaftsgeschichtlich und technikgeschichtlich von Bedeutung. Die 2,2 m hohe Vermessungssäule aus Schreiersgrüner Granit weist einen quadratischen Grundriss auf. Der Sockel ist zweifach abgesetzt. Auf den Schaft ist die Inschrift „Station / CARLSHÖHE / der / Kön: Sächs: / Triangulirung / 1876“ sowie umseitig eine Gedenktafel angebracht. Die Abdeckplatte ist nicht mehr vorhanden. | 09245729 |
| Direkt Bild zu diesem Denkmal hochladen | Straßen- und Gehwegpflasterung | Ackermannstraße (Karte)                                                  | 1886                                                   | Zeittypisches Reihenpflaster aus unregelmäßigen Basaltbruchsteinen sowie Granitplattenbelag des Gehweges, ortsentwicklungsgeschichtlich von Bedeutung | 09245823 |
| Direkt Bild zu diesem Denkmal hochladen | Villa mit Vorgarten zur Bahnhofstraße, Einfriedung, Torbogen und Nebengebäude | Ackermannstraße 2 (Karte)                                                | 1879–1881 laut Bauakte                                 | Markanter Gründerzeitbau von baukünstlerischem und baugeschichtlichem Wert. Putzfassade, reich gegliedert, figürlicher Schmuck über Eingangstür, Verkleidung im Sockelbereich, waagerechte Fensterverdachung im ersten Obergeschoss, zweigeschossig, Fenster und Haustür original, Deutsches Band am Traufgesims. | 09245395 |
| Direkt Bild zu diesem Denkmal hochladen | Villa mit Garten, Einfriedung und zwei Nebengebäuden | Ackermannstraße 4 (Karte)                                                | 1886 laut Bauakte                                      | In sehr gutem Originalzustand, bauhistorisch bemerkenswerter Bau mit Sandsteinverkleidung. - Villa: Sandsteinverkleidung, Erker, Balkons, gesprengte Dreiecksgiebel und waagerechtes Gebälk als Fensterverdachung, besonders prachtvoll gestaltete Villa, Ochsenaugen als Dachfenster, Bleiglasfenster, reicher und qualitätvoller Originalbestand, Quaderung im Sockelbereich, Balustraden - erstes Nebengebäude: vermutlich Remise - zweites Nebengebäude: Bedienstetenwohnhaus mit Garage | 09245394 |
| Direkt Bild zu diesem Denkmal hochladen | Goetheschule mit Turnhalle (ehemalige Realschule) | Ackermannstraße 7 (Karte)                                                | 1882/1883                                              | Breit lagernder, gründerzeitlicher Klinkerbau von bauhistorischer Bedeutung. Oranger Klinker, Haustür original, Fenster verändert. | 09245393 |
| Direkt Bild zu diesem Denkmal hochladen | Mietshaus in halboffener Bebauung in Ecklage, mit Einfriedung | Ackermannstraße 10 (Karte)                                               | Um 1890                                                | Markanter Gründerzeitbau in Klinkerbauweise von bauhistorischer, baukünstlerischer und städtebaulicher Bedeutung. Hofseitig Putz, Holzerker, Erker und Balkone, reiche Fassadengliederung, waagerechte Fensterverdachungen, originale Haustüren, Sockel Bossenquaderung, schmiedeeiserne Gitter, Fenster und Türen original erhalten, sehr guter Originalzustand. | 09245392 |
| Direkt Bild zu diesem Denkmal hochladen | Stadtpark mit Gärtnerei und Allee der Agnes-Löscher-Straße | Agnes-Löscher-Straße (Karte)                                             | 19./20. Jahrhundert                                    | Ortsgeschichtlich und gartenkünstlerisch von Bedeutung | 09245280 |
| Direkt Bild zu diesem Denkmal hochladen | Wohnhaus in geschlossener Bebauung | Albertistraße 31 (Karte)                                                 | Um 1880                                                | Mit Laden, Historismusbau von bauhistorischer und städtebaulicher Bedeutung. Putzfassade, Putzquaderung im Erdgeschoss, im Obergeschoss waagerechte Fensterverdachungen, Gesims, Mezzaningeschoss. | 09245501 |
| Direkt Bild zu diesem Denkmal hochladen | Wohnhaus in offener Bebauung | Albertistraße 36 (Karte)                                                 | Um 1880                                                | Interessante Innenausstattung, wichtig für Platzwirkung zum Solbrigplatz, Historismusbau von bauhistorischer und städtebaulicher Bedeutung. Putzfassade mit falschem Putz, Fenster modernisiert, Reste der Innenausstattung, wichtig für Platzwirkung, gemalte Decke als Holzimitation im ersten Obergeschoss mit Jagdmotiven, Putzstuckornamentik, schmiedeeiserne Treppengeländer. | 09245407 |
| Direkt Bild zu diesem Denkmal hochladen | Mietshaus in halboffener Bebauung (dazugehörend Solbrigplatz 1) mit Einfriedung                                                                                                  | Albertistraße 37 (Karte)                                                 | 1877 laut Bauakte                                      | Mit reicher Innenausstattung, das Platzbild prägender, repräsentativer Stadtpalast des Historismus, im Stil der italienischen Neorenaissance, baugeschichtlich von Bedeutung | 09247814 |
| Direkt Bild zu diesem Denkmal hochladen | Krankenhausgebäude, mit Einfriedung | Albertistraße 46 (Karte)                                                 | Um 1930                                                | Typisches Beispiel der Bauhausarchitektur von großer baukünstlerischer und baugeschichtlicher Bedeutung. Stilistisch dem Bauhaus verpflichtet, repräsentatives Gebäude in sachlicher Gestaltung, sparsam gegliederter Baukörper, qualitätvoll in Gestaltung, nur Einzelbeispiele in Westsachsen, großer Balkon, Erker im Erdgeschoss, Putzfassade, Treppenhaus mit schönen originalen Fenstern hervorgehoben, originale Fenster und Haustüren. | 09245384 |
| Direkt Bild zu diesem Denkmal hochladen | Wohnhaus in offener Bebauung mit Garten | Albertistraße 48 (Karte)                                                 | Um 1930                                                | Repräsentatives Beispiel der klassischen Moderne, baugeschichtlich von Bedeutung. Stilistisch an Bauhaus angelehnt, Putzfassade, sachliche Gliederung, Kubus mit Erker. | 09245383 |
| Direkt Bild zu diesem Denkmal hochladen | Villa und Garten | Albertistraße 49 (Karte)                                                 | Um 1900                                                | Baukünstlerisch bemerkenswerter Gründerzeitbau in sehr gutem Originalzustand. Klinkermischbauweise, Putznutung im Erdgeschoss, Mittelrisalit mit Balkonen oder Erker im Erdgeschoss, reiche Fassadengliederung, Lisenen mit Nutung, reiche Verzierungen, Fenster zum Teil original, aufwändig gestaltetes schmiedeeisernes Tor, teilweise beschädigt. | 09245382 |
| Direkt Bild zu diesem Denkmal hochladen | Villa mit Garten | Albertistraße 51 (Karte)                                                 | Um 1890                                                | Repräsentativer gründerzeitlicher Klinkerbau von baugeschichtlicher Bedeutung. Auf quadratischem Grundriss errichtet, waagerechte Fensterverdachungen, originale Gauben, Fenster teilweise erneuert. | 09245381 |
| Direkt Bild zu diesem Denkmal hochladen | Villa mit Garten und Einfriedung | Am Burgberg 1 (Karte)                                                    | Um 1920                                                | Im Reformstil der Zeit nach 1910, baugeschichtlich von Bedeutung. Guter Originalzustand, Putzfassade, zweigeschossig, halbrunder Veranda, darüber Balkon, Fensteroberlichter mit Sprossenteilung teilweise erhalten, Holzgeländer am Balkon, Walmdach, schlichte Gestaltung. | 09245737 |
| Direkt Bild zu diesem Denkmal hochladen | Wohnhaus in offener Bebauung | Am Burgberg 3 (Karte)                                                    | 1937 laut Auskunft                                     | Im Heimatstil der späten 1930er Jahre, in dem Zustand Seltenheitswert, baugeschichtlich von Bedeutung | 09302308 |
| Direkt Bild zu diesem Denkmal hochladen | Heiste | Am Graben (Karte)                                                        | 19. Jahrhundert                                        | Landschaftstypische Heistenanlage mit zweiläufiger Treppe, baugeschichtlich von Bedeutung. Baulich verändert, wichtig aus städtebaulichen Gründen, typisch in dieser Landschaft durch Hanglage der Orte, vermutlich aus Grünstein und Theumaer Schiefer, bei der Treppenanlage erneuerter Brunnen, Bruchsteinmauerwerk, Belag und Geländer erneuert. | 09245575 |
| Direkt Bild zu diesem Denkmal hochladen | Kaufhaus | Am Graben 2 (Karte)                                                      | Um 1905                                                | Kinderkaufhaus, ehemaliges jüdisches Textilkaufhaus, im Kern ein Historismusbau, frühe Stahlskelettkonstruktion, ortsgeschichtlich von Bedeutung. Konstruktion erhalten, Ansicht verändert, aber rückführbar, einziger Warenhauszweckbau in Reichenbach. | 09245573 |
| Direkt Bild zu diesem Denkmal hochladen | Wohn- und Geschäftshaus in geschlossener Bebauung | Am Graben 3 (Karte)                                                      | Um 1910                                                | Städtebaulich markanter Putzbau in sehr gutem Originalzustand, im Reformstil der Zeit nach 1910, von baugeschichtlichem und städtebaulichem Wert. Breit gelagerter, dreigeschossiger Putzbau, sieben Achsen, Erdgeschoss mit großzügigen Läden beiderseits des Hauseingangs, über dem Hauseingang nierenförmiges Oberlicht mit Sprossenteilung, großer dreiachsiger Dacherker mit Fruchtkranz, segmentbogenförmig abschließend, flankiert von jeweils zwei Gauben. | 09245574 |
| Direkt Bild zu diesem Denkmal hochladen | Türportal eines Wohnhauses | Am Graben 11 (Karte)                                                     | Nachträglich (?) bezeichnet mit 1720                   | Handwerklich-künstlerisch von Bedeutung | 09245576 |
| Direkt Bild zu diesem Denkmal hochladen | Mietshaus in geschlossener Bebauung | Am Graben 18 (Karte)                                                     | Um 1900                                                | Mit Laden, Historismusbau von baugeschichtlichem Interesse. Friseur seit Entstehungszeit, Klinkerfassade mit orangem und rotem Klinker, originale Haustür, Fenster, Gauben, Kranzgesims mit Konsolsteinen. | 09245577 |
| Direkt Bild zu diesem Denkmal hochladen | Wohnhaus in geschlossener Bebauung | Am Graben 29 (Karte)                                                     | Um 1830                                                | Klassizistisches Gebäude, baugeschichtlich und städtebaulich von Bedeutung. Stichbogenportal und Schlussstein, ursprünglich auch Laden, Fenstergewände im Erdgeschoss aus Entstehungszeit, zweigeschossig, sechs Achsen, Dachausbau über zwei Achsen, ansonsten stärker verändert, Putz verändert, Verlust an Originalsubstanz, aber wichtig als Ensemble. | 09245584 |
| Direkt Bild zu diesem Denkmal hochladen | Wohnhaus in geschlossener Bebauung | Am Graben 36 (Karte)                                                     | 1. Hälfte 19. Jahrhundert                              | Mit Laden, schlichtes klassizistisches Gebäude, baugeschichtlich und städtebaulich von Bedeutung. Türportal und Laden erhalten, Putzfassade, ein Laden nachträglicher Einbau um 1900, Satteldach. | 09245583 |
| Direkt Bild zu diesem Denkmal hochladen | Mietshaus in geschlossener Bebauung | Am Graben 43 (Karte)                                                     | 1876                                                   | Mit Laden, baugeschichtlich und städtebaulich von Bedeutung. Laden eventuell nachträglich, Datierung am Haus, 1922 vermutlich Überformung Fassaden in Obergeschossen, sechs Achsen, dreigeschossig, repräsentatives Gebäude mit platzbildbestimmender Wirkung. | 09245582 |
| Direkt Bild zu diesem Denkmal hochladen | Mietshaus in geschlossener Bebauung | Am Graben 47 (Karte)                                                     | Um 1900                                                | Mit Laden aus Entstehungszeit, Historismusbau, städtebaulich und baugeschichtlich von Bedeutung. Putzfassade, im Erdgeschoss Putznutung, dreigeschossig, sechs Achsen, originale Gauben, reiche Fassadengliederung. | 09245585 |
| Direkt Bild zu diesem Denkmal hochladen | Weberei Elite | Am Walkholz 2 (Karte)                                                    | Um 1905                                                | Spätgründerzeitlicher Klinkerbau, baugeschichtlich und ortsgeschichtlich von Bedeutung. Zweigeschossiger Massivbau, klinkerverblendet und -ornamentiert, teils Putzflächen, zwei Zwerchgiebel, Fenster mit Sprossenteilung in Oberlichtern, ein originales Fenstergitter und Haustür, schöne Lisenengliederung, zweigeschossig, Fensterläden mit Jalousie, Reste Innenausstattung. | 09245706 |
| Direkt Bild zu diesem Denkmal hochladen | Mietshaus in halboffener Bebauung | An der Hutleite 1 (Karte)                                                | Um 1880                                                | Mit Laden, Historismusbau, baugeschichtlich und städtebaulich von Bedeutung. Fünf Achsen, dreigeschossig, Sockelgeschoss mit Laden, originale Fassadengliederung mit waagerechter Fensterverdachung, Dreiecksgiebelchen, in Tympana figuraler und ornamentaler Schmuck, Lisenen bei Fenstern, ockerfarbiger Glattputz, zwei Gesimse, Putznutung im Erdgeschoss, Muschelornament, stehende Gaupen,. Laden und Haustür verändert, wichtig als Teil eines Bauensembles, guter Originalzustand, städtebauliche Bedeutung. | 09245711 |
| Direkt Bild zu diesem Denkmal hochladen | Mietshaus in geschlossener Bebauung | An der Hutleite 2 (Karte)                                                | Letztes Drittel 19. Jahrhundert                        | Historismusbau, baugeschichtlich und städtebaulich von Bedeutung. Dreigeschossig, Sockelgeschoss, Klinkermischbauweise, Sockel verputzt, Obergeschoss orangeroter Klinker, fünf Achsen, waagerechte Fensterverdachung und Dreiecksgiebelchen mit figuralen und ornamentalen Verzierungen, Teil eines geschlossenen Straßenzuges, aufwendig gestalteter Eingangsbereich, Haustür und Fenster original. | 09245712 |
| Direkt Bild zu diesem Denkmal hochladen | Mietshaus in geschlossener Bebauung | An der Hutleite 3 (Karte)                                                | Letztes Drittel 19. Jahrhundert                        | Historismusbau, baugeschichtlich und städtebaulich von Bedeutung. Vier Achsen, dreigeschossig, originale Haustür, Fenster, orangeroter Klinker, zwei Gesimse, Kragsteine am Traufgesims, ähnlich auch die anderen Gebäude der Straße gestaltet, vier Gauben, reich gestaltetes Sockelgeschoss mit Dreiecksgiebelbekrönung der Eingangstür. | 09245713 |
| Direkt Bild zu diesem Denkmal hochladen | Mietshaus in geschlossener Bebauung | An der Hutleite 4 (Karte)                                                | Letztes Drittel 19. Jahrhundert                        | Historismusbau, baugeschichtlich und städtebaulich von Bedeutung, gleiche Gestaltung wie Nachbarhaus | 09245714 |
| Direkt Bild zu diesem Denkmal hochladen | Mietshaus in geschlossener Bebauung | An der Hutleite 5 (Karte)                                                | Letztes Drittel 19. Jahrhundert                        | Historismusbau, baugeschichtlich und städtebaulich von Bedeutung. Fünf Achsen, dreigeschossig, gleiche Gestaltung wie Nachbarhäuser, Klinkermischbauweise, ursprüngliche mit Laden, orangeroter Klinker. | 09245715 |
| Direkt Bild zu diesem Denkmal hochladen | Mietshaus in halboffener Bebauung | An der Hutleite 6 (Karte)                                                | Um 1895                                                | Historismusbau, baugeschichtlich und städtebaulich von Bedeutung. Dreigeschossig, Seitenrisalit viergeschossig, orangeroter Klinker mit gelber Klinkerornamentik, einfache Fassadengliederung, aber wichtig als Teil des Bauensembles, Fenster und Haustür erneuert. | 09245718 |
| Direkt Bild zu diesem Denkmal hochladen | Villa mit Einfriedung und Garten | August-Jahn-Straße 1 (Karte)                                             | Um 1905/1910                                           | Zwischen späthistoristischem Stil und Reformstil der Zeit um 1905, mit Zierfachwerk, baugeschichtlich von Bedeutung. Gehörte ursprünglich Fabrikanten, Brauerei, Frontispiz, Fenster mit Oberlichtteilung, Werkstein, Putz, schöne Fenstergewände, unregelmäßiger Grundriss mit Veranda, Wintergarten, Balkons. | 09245563 |
|                                         | Wohn- und Geschäftshaus in geschlossener Bebauung | Bahnhofstraße 6 (Karte)                                                  | Bezeichnet mit 1893 (am Blendgiebel)                   | Städtebaulich markanter Klinkerbau von baugeschichtlicher und städtebaulicher Bedeutung. Gelber Klinker in Obergeschossen, oranger Klinker im Erdgeschoss, dunkelrote glasierte Ziegelbänder, originale Haustür, Laden aus Entstehungszeit, Fensterverdachungen mit Dreiecksgiebelchen und waagerechtem Gebälk im ersten Obergeschoss, ornamentaler Schmuck. | 09245438 |
|                                         | Bankgebäude (Deutsche Bank) | Bahnhofstraße 9 (Karte)                                                  | Um 1910                                                | Im Reformstil der Zeit um 1910, mit Volutengiebel, baugeschichtlich und ortsgeschichtlich von Bedeutung. Originale Putzfassade mit reicher, zeittypischer Fassadengliederung und -verzierung, kannelierte Säulen, Putznutung, Haustür mit Gitter original. | 09245643 |
| Direkt Bild zu diesem Denkmal hochladen | Mietshaus mit Läden in halboffener Bebauung | Bahnhofstraße 11 (Karte)                                                 | Um 1900                                                | Städtebaulich markanter historistischer Klinkerbau von baugeschichtlicher und städtebaulicher Bedeutung. Klinkerfassade mit verschieden farbigem Klinker, glasierte Ziegel, schwarz als Band, Läden teilweise aus Entstehungszeit, Haustür verändert, Fenster verändert, Betonverzierungen, Frontgiebel dreiachsig, sieben Achsen, dreigeschossig, Gauben original. | 09245644 |
| Direkt Bild zu diesem Denkmal hochladen | Café Richter mit historischer Ladeneinrichtung (das Haus selbst kein Denkmal) | Bahnhofstraße 13 (Karte)                                                 | 1920er Jahre                                           | Originale Kaffeehaus-Ausstattung aus 1920er Jahren, von baugeschichtlicher und handwerklich-künstlerischer Bedeutung. Fassade schlicht, wichtig für Straßenzug. | 09245553 |
| Direkt Bild zu diesem Denkmal hochladen | Wohn- und Geschäftshaus in geschlossener Bebauung, mit zwei Hofflügeln | Bahnhofstraße 16 (Karte)                                                 | Um 1910                                                | Zeittypischer Putzbau im Reformstil der Zeit um 1910, von städtebaulichem und baugeschichtlichem Wert. Fassade vereinfacht, großzügig gewendeltes Treppenhaus mit ovalem Auge. | 09245428 |
| Direkt Bild zu diesem Denkmal hochladen | Wohn- und Geschäftshaus in geschlossener Bebauung | Bahnhofstraße 18 (Karte)                                                 | Um 1905                                                | Repräsentatives Gebäude mit weiß glasierten Ziegeln, Jugendstilanklänge, von städtebaulichem und baugeschichtlichem Wert. Originale Haustür und Fenster, Zwerchgiebel. | 09245427 |
| Direkt Bild zu diesem Denkmal hochladen | Wohn- und Geschäftshaus in geschlossener Bebauung | Bahnhofstraße 20 (Karte)                                                 | Um 1905                                                | Städtebaulich markanter Bau mit weiß glasierten Ziegeln als Zierelement und interessanten ornamentalen Dekorationen, Jugendstilanklänge, baugeschichtlich von Bedeutung. Zwerchgiebel, Oberlichter Fenster mit Sprossenteilung, Pilastergliederung. | 09245426 |
| Direkt Bild zu diesem Denkmal hochladen | Wohn- und Geschäftshaus in geschlossener Bebauung | Bahnhofstraße 22 (Karte)                                                 | Um 1905                                                | Markantes Gebäude mit weiß glasierten Ziegeln verkleidet sowie interessanten ornamentalen Dekorationen, Jugendstilanklänge, baugeschichtlich und städtebaulich von Bedeutung. Putzfassade, Jugendstilornamentik, Fenster mit Sprossenteilung der Oberlichter, Pilastergliederung, gleiche Gestaltung wie Nummer 20. | 09245425 |
| Direkt Bild zu diesem Denkmal hochladen | Wohn- und Geschäftshaus in geschlossener Bebauung, in Ecklage | Bahnhofstraße 24 (Karte)                                                 | Um 1910                                                | Repräsentatives Gebäude in Klinkermischbauweise, Anklänge an den Reformstil der Zeit um 1910, von städtebaulichem und baugeschichtlichem Wert, siehe Nummer 2 | 09245424 |
| Direkt Bild zu diesem Denkmal hochladen | Mietshaus mit Laden in geschlossener Bebauung | Bahnhofstraße 48 (Karte)                                                 | Bezeichnet mit 1913 (Schlussstein)                     | Zeittypischer Putzbau von baugeschichtlichem Wert. Ladenfront verändert, ansonsten komplett unverändert erhalten mit den originalen Fenstern aus der Bebauungszeit sowie kleinen Reliefs mit Putti und Fruchtschale, unterschiedlich farbiger Putz, zweigeschossiger Erker mit Balkon im Dachbereich, mit kannelierten Pilastern, anschließend Balkone mit durchbrochenem Steingeländer, großes, seitlich angeordnetes Holztor (dreiflügelig) mit strahlenförmig angeordnetem gesprosstem Oberlicht, Haustür zweiflügelig in ähnlicher Gestaltung. | 09245600 |
| Direkt Bild zu diesem Denkmal hochladen | Mietshaus in Ecklage | Bahnhofstraße 52 (Karte)                                                 | Um 1900                                                | Markanter Historismusbau von großer städtebaulicher Bedeutung sowie baugeschichtlichem Wert. Putzfassade, Putznutung, originale Fenster und Gauben, reiche Fassadengliederung mit figürlichem Schmuck, bedeutsam für Ortsbild. | 09245601 |
| Direkt Bild zu diesem Denkmal hochladen | Mietshaus in halboffener Bebauung | Bahnhofstraße 55 (Karte)                                                 | Um 1870                                                | Von baugeschichtlicher und städtebaulicher Bedeutung, markantes Bauwerk mit spätklassizistischen Anklängen | 09245602 |
| Direkt Bild zu diesem Denkmal hochladen | Wohnhaus mit historischen Malereien in halboffener Bebauung, mit seitlicher Einfriedung                                                                                          | Bahnhofstraße 57 (Karte)                                                 | Um 1880 (Wohnhaus); um 1908 (Dekorationsmalerei)       | Früher Historismusbau, in den zwei Zimmern des ersten Obergeschosses wertvolle Dekorationsmalerei der Jugendstilzeit, baugeschichtlich und städtebaulich sowie künstlerisch von Bedeutung | 09245603 |
| Direkt Bild zu diesem Denkmal hochladen | Villa mit Einfriedung | Bahnhofstraße 63 (Karte)                                                 | 1883                                                   | Repräsentativer Historismusbau, baugeschichtlich, baukünstlerisch und städtebaulich von Bedeutung. Sehr reiche Fassadengliederung und Innenausstattung, originales Treppengeländer mit Laterne, Lisenen, Fensterverdachungen, Treppenhaus als Halle ausgebildet, Medaillons und andere Zierelemente, Mosaikfußboden, zahlreiche Stuckdecken, außen: Putznutung, Erker, stark gegliederte Fassade, Konsolen am Kranzgesims, Pilaster, kannelierte Säulen, Balkon, Bossenquaderung. | 09245604 |
| Direkt Bild zu diesem Denkmal hochladen | Villa | Bahnhofstraße 72 (Karte)                                                 | Um 1880                                                | Repräsentativer Gründerzeitbau in sehr gutem Originalzustand von baukünstlerischem, städtebaulichem und baugeschichtlichem Wert. Zweigeschossiger Putzbau auf unregelmäßigem Grundriss mit Naturstein-Schichtmauerwerk als Sockel, unterschiedliche Putzstrukturen, teilweise Graupelputzstreifen bzw. Glattputz, Fenster mit waagerechten Fensterverdachungen oder Dreieckgiebelverdachungen, auf geschweiften Konsolsteinen, Mäanderfries im Traufbereich sowie Konsolfries, weiterhin Pilastergliederung, verkröpftes Gurtgesims, Anbau leicht modernisiert, Im Inneren Reste der originalen Innenausstattung, teilweise Putzstuckdecken. | 08992443 |
| Direkt Bild zu diesem Denkmal hochladen | Villa | Bahnhofstraße 77 (Karte)                                                 | Um 1880                                                | Architektonisch anspruchsvoller Gründerzeitbau in sehr gutem Originalzustand von baukünstlerischem, baugeschichtlichem und städtebaulichem Wert. Ehemalige Fabrikantenvilla, Putzfassade, zweigeschossig, Eckturm, Zeltdach, Eckquaderung im ersten Obergeschoss, Traufbereich mit ornamentalen Verzierungen, Turm runder Grundriss, Helmdach, am Turm kannelierte Pilaster, waagerechte Fensterverdachungen, Konsolsteine, Gesims, originale Fenster, Türen, Vordach, verziert mit schmiedeeisernen Gittern, Freitreppe zum Garten, gute Innenausstattung, Fassade sensibel saniert, im Originalzustand. Fassadeninschrift: „Arbeit ist des Mannes Zierde, Segen ist der Mühe Preis“, darunter Flachrelief mit Darstellung einer Spinnerin. | 09245465 |
| Direkt Bild zu diesem Denkmal hochladen | Villa mit Garten | Bahnhofstraße 84 (Karte)                                                 | Um 1890                                                | Zeittypische gründerzeitliche Klinkervilla von baukünstlerischer und städtebaulicher Bedeutung. Orangeroter Klinker, zweigeschossig, Erker im Erdgeschoss, Balkon im Obergeschoss, Mittelrisalit mit Zwerchgiebel, reiche Fassadengliederung und Verzierungen, waagerechtem Gebälk als Fensterverdachung im Obergeschoss, Türmchen mit Helm- und Zeltdach, prachtvolles, rundbogiges Eingangsportal, verziert. | 09245464 |
| Direkt Bild zu diesem Denkmal hochladen | Villa | Bahnhofstraße 89 (Karte)                                                 | Um 1890                                                | In sehr gutem Originalzustand, späthistoristisches Gebäude von bauhistorischer und baukünstlerischer Bedeutung. Neogotisch, Fenster um 1905, Putzfassade, zweigeschossig, Mittelrisalit mit Zwerchgiebel, gebundenen Fenstern am Mittelrisalit, Erdgeschoss mit Rundbogenfenstern, im Obergeschoss Überschlagsgesims mit Rosette, Lisenen an Ecken, Vorbau um 1905 mit Jugendstilbleiglasfenstern bzw. Farbglasfenstern, originale Fenster, Türen, Putzgliederung, qualitätvolle Gestaltung, für Ortsbild durch Lage an wesentlicher Hauptstraße wichtig, Seitengebäude mit Garage und Bedienstetenwohnung, Fachwerk, gleiche Bauzeit, zweigeschossiger Putzbau mit Mittelrisalit, Pilastern, im hinteren Bereich hölzerner Wintergartenanbau verziert, verglaste Eingangsüberdachung. | 09245463 |
| Direkt Bild zu diesem Denkmal hochladen | Villa | Bahnhofstraße 95 (Karte)                                                 | Um 1880                                                | Gründerzeitlicher Putzbau von städtebaulichem und baugeschichtlichem Wert sowie baukünstlerischer Qualität. Zweigeschossig, drei Achsen, Putznutung, kannelierte Säulen an Fenstern, Fensterverdachung mit Dreiecksgiebelchen, Fries, reiche Fassadengliederung und Verzierungen, Eckerker, Mansarddach, vermutlich ehemaliges Bankgebäude. | 09245459 |
| Direkt Bild zu diesem Denkmal hochladen | Mietshaus in geschlossener Bebauung, mit Vorgarten und Einfriedung | Bahnhofstraße 103 (Karte)                                                | 1911                                                   | Im Reformstil der Zeit um 1910, städtebaulich und baugeschichtlich von Bedeutung. Repräsentatives Gebäude, originale Haustür. | 09245379 |
| Direkt Bild zu diesem Denkmal hochladen | Ehemaliges Bankgebäude der Reichenbacher Bank (heute Verwaltungsgebäude der Stadtverwaltung), mit Vorgarten                                                                      | Bahnhofstraße 105 (Karte)                                                | Um 1920                                                | Im Heimatstil der Zeit um 1920, ortsgeschichtlich und städtebaulich von Bedeutung. Putzfassade, stark hervortretende Gesimse, sachliche Fassadengliederung, laut Auskunft 1880 erbaut, vielleicht handelt es sich aber dabei um den Vorgängerbau. | 09245377 |
| Direkt Bild zu diesem Denkmal hochladen | Villa | Bahnhofstraße 106 (Karte)                                                | Um 1880                                                | Baulich leicht überformter Bau des Spätklassizismus, mit Resten der historischen Innenausstattung, von bauhistorischer Bedeutung. Putzfassade, falscher Putz, waagerechte Fensterverdachungen, Mittelrisalit, Plastik im Obergeschoss, fünf Achsen, Mittelrisalit, jeweils links und rechts neben Mittelrisalit zwei Achsen, „Semperstil“. | 09245378 |
| Direkt Bild zu diesem Denkmal hochladen | Mietshaus in halboffener Bebauung mit Vorgarten | Bahnhofstraße 107 (Karte)                                                | Um 1910                                                | Repräsentativer Bau im Reformstil der Zeit um 1910, baugeschichtlich und städtebaulich von Bedeutung. Putzfassade, originale Farbe, Fassadengliederung, Lisenen, Putzquaderung, im Erdgeschoss Putznutung, originale Fenster, Ornamente, Bleiglasfenster im Oberlicht der Haustür und Treppenhaus, Balkon. | 09245376 |
| Direkt Bild zu diesem Denkmal hochladen | Mietshaus in halboffener Bebauung mit Vorgarten | Bahnhofstraße 109 (Karte)                                                | Um 1910                                                | Im Reformstil der Zeit um 1910, baugeschichtlich und städtebaulich von Bedeutung. Originale Haustür und Fenster, guter Erhaltungszustand, falsche Farbfassung, Erker, schlichter Fassadenschmuck. | 09245375 |
| Direkt Bild zu diesem Denkmal hochladen | Villa mit Resten der Einfriedung und großem Garten | Bahnhofstraße 119 (Karte)                                                | Um 1900                                                | Repräsentativer Historismusbau, baugeschichtlich und städtebaulich von Bedeutung. Putzfassade, Mittelrisalit, sehr guter Originalzustand, ockerfarben, Frontispiz, Putzstrukturen, Brüstung der Fenster mit dockenförmigen Balustern, Putznutungen, vermutlich als Mietvilla errichtet, an Rückfront aufgestockt, geringe Beeinflussung des Gesamteindrucks originale Fenster, Haustüre, Fußbodenmosaike im Eingangsbereich auch im Flur, Ausmalung Treppenhaus um 1920/1930, Bleiglasfenster, im Inneren reich verzierte Wohnungstüren. | 09245542 |
| Weitere Bilder                          | Empfangsgebäude des Oberen Bahnhofs mit den Bahnsteigüberdachungen der Bahnsteige 1, 2, 3, 4 und 5 und 6 und Wasserturm im Gleisbereich                                          | Bahnhofstraße 124 (Karte)                                                | 1877 (Empfangsgebäude); 1903 (Wasserturm)              | Baugeschichtlich, ortsgeschichtlich und regionalgeschichtlich von Bedeutung, Gründerzeitgebäude, Wasserturm mit Intze-Behälter, technikgeschichtlich von Bedeutung. Der Wasserturm des ehemaligen Bahnbetriebswerks Reichenbach (Vogtl.) wurde 1903 für die Betriebswasserversorgung der Dampflokomotiven gebaut. Sein 380 m³ fassender Wassertank (Bautyp Intze) konnte insgesamt sieben Wasserkräne speisen, ein zweiter Wasserturm mit gleichem Fassungsvermögen fiel 1972 einem Brand zum Opfer. Gespeist wurden beide Türme mit Wasser aus der Göltzsch, das vom bahneigenen Wasserwerk nahe Mylau gefördert wurde. Der oktogonale Turm in Stahlbetonbauweise steht auf acht Betonstützen, die im oberen Bereich des Schaftes zu Auflagern für das fensterlose, runde Behältergeschoss aufgeweitet sind. Beide Geschosse des Turmschaftes sind mit einem schmalen Gesims voneinander getrennt und in ihren nichttragenden Wandflächen mit großen Rechteckfenstern versehen. Für Gliederung am Behältergeschoss sorgen schmale Betonrippen, abgeschlossen ist der Turm von einem Betonkegeldach, das in einer Entlüftungshaube endet. Als Zeugnis des sich Ende des 19., Anfang des 20. Jahrhunderts in der aufstrebenden Industrieregion Vogtland rasch entwickelnden Eisenbahnwesens ist der Wasserturm des ehemaligen Bahnbetriebswerks von eisenbahngeschichtlichem Wert. Darüber hinaus kommt ihm aufgrund seiner bauzeitlich modernen Konstruktionsweise in Stahlbeton, die mit seiner funktionalen, sachlichen Formensprache eine ansprechende Einheit bildet, eine baugeschichtliche Bedeutung zu. | 09245373 |
| Direkt Bild zu diesem Denkmal hochladen | Mietshaus in Ecklage in geschlossener Bebauung | Bauhofstraße 1 (Karte)                                                   | Um 1890                                                | Gründerzeitgebäude in Klinkerbauweise, baugeschichtlich und städtebaulich von Bedeutung. Orangeroter Klinker an beiden Obergeschoss, Erdgeschoss gelber Klinker, ursprünglich vermutlich mit Laden, heute zugesetzt, Fensterverdachung mit Segmentgiebeln, Dreiecksgiebeln und Gebälk, Ecke überhöht, Zwerchgiebel. | 09245317 |
| Direkt Bild zu diesem Denkmal hochladen | Mietshaus in geschlossener Bebauung | Bebelstraße 6 (Karte)                                                    | Um 1895                                                | Späthistorismusbau, baugeschichtlich und städtebaulich von Bedeutung | 09302310 |
| Direkt Bild zu diesem Denkmal hochladen | Mietshaus in geschlossener Bebauung | Bebelstraße 8 (Karte)                                                    | Um 1900                                                | Späthistorismusbau, baugeschichtlich und städtebaulich von Bedeutung | 09302311 |
| Direkt Bild zu diesem Denkmal hochladen | Mietshaus in Ecklage | Bebelstraße 10 (Karte)                                                   | Um 1908                                                | Teil eines geschlossenen Straßenzuges mit Häusern gleicher Bauzeit und ähnlicher Architektur, im späthistoristischen Stil, baugeschichtlich und städtebaulich von Bedeutung. Putzfassade, einfache Gestaltung, zeittypische Verzierung, originale Fenster und Türen, Frontgiebel, Fachwerkelementen, dreigeschossig. | 09245679 |
| Direkt Bild zu diesem Denkmal hochladen | Mietshaus in geschlossener Bebauung | Bebelstraße 12 (Karte)                                                   | Um 1908                                                | Teil eines geschlossenen Straßenzuges mit Häusern gleicher Bauzeit und ähnlicher Architektur, im späthistoristischen Stil, baugeschichtlich und städtebaulich von Bedeutung. Putzfassade, einfache Gestaltung, zeittypische Verzierung, originale Fenster und Türen, Frontgiebel, Fachwerkelementen, dreigeschossig. | 09302312 |
| Direkt Bild zu diesem Denkmal hochladen | Mietshaus in geschlossener Bebauung | Bebelstraße 16 (Karte)                                                   | Bezeichnet mit 1909                                    | Teil eines geschlossenen Straßenzuges mit Häusern gleicher Bauzeit und ähnlicher Architektur, im späthistoristischen Stil, baugeschichtlich und städtebaulich von Bedeutung. Putzfassade, einfache Gestaltung, zeittypische Verzierung, originale Fenster und Türen, Frontgiebel, Fachwerkelementen, dreigeschossig. | 09302313 |
| Direkt Bild zu diesem Denkmal hochladen | Mietshaus in geschlossener Bebauung | Bebelstraße 18 (Karte)                                                   | Um 1910                                                | Teil eines geschlossenen Straßenzuges mit Häusern gleicher Bauzeit und ähnlicher Architektur, im späthistoristischen Stil, baugeschichtlich und städtebaulich von Bedeutung. Putzfassade, einfache Gestaltung, zeittypische Verzierung, originale Fenster und Türen, Frontgiebel, Fachwerkelementen, dreigeschossig. | 09302314 |
| Direkt Bild zu diesem Denkmal hochladen | Mietshaus in geschlossener Bebauung | Bebelstraße 20 (Karte)                                                   | Um 1910                                                | Teil eines geschlossenen Straßenzuges mit Häusern gleicher Bauzeit und ähnlicher Architektur, im späthistoristischen Stil, baugeschichtlich und städtebaulich von Bedeutung. Putzfassade, einfache Gestaltung, zeittypische Verzierung, originale Fenster und Türen, Frontgiebel, Fachwerkelementen, dreigeschossig. | 09302315 |
| Direkt Bild zu diesem Denkmal hochladen | Mietshaus in geschlossener Bebauung | Bebelstraße 22 (Karte)                                                   | Um 1910                                                | Teil eines geschlossenen Straßenzuges mit Häusern gleicher Bauzeit und ähnlicher Architektur, im späthistoristischen Stil, baugeschichtlich und städtebaulich von Bedeutung. Putzfassade, einfache Gestaltung, zeittypische Verzierung, originale Fenster und Türen, Frontgiebel, Fachwerkelementen, dreigeschossig. | 09302393 |
| Direkt Bild zu diesem Denkmal hochladen | Mietshaus in geschlossener Bebauung | Bebelstraße 24 (Karte)                                                   | Um 1910                                                | Teil eines geschlossenen Straßenzuges mit Häusern gleicher Bauzeit und ähnlicher Architektur, im späthistoristischen Stil, baugeschichtlich und städtebaulich von Bedeutung. Putzfassade, einfache Gestaltung, zeittypische Verzierung, originale Fenster und Türen, Frontgiebel, Fachwerkelementen, dreigeschossig. | 09302394 |
| Direkt Bild zu diesem Denkmal hochladen | Mietshaus in geschlossener Bebauung | Bebelstraße 26 (Karte)                                                   | Um 1910                                                | Teil eines geschlossenen Straßenzuges mit Häusern gleicher Bauzeit und ähnlicher Architektur, im späthistoristischen Stil, baugeschichtlich und städtebaulich von Bedeutung. Putzfassade, einfache Gestaltung, zeittypische Verzierung, originale Fenster und Türen, Frontgiebel, Fachwerkelementen, dreigeschossig. | 09302316 |
| Direkt Bild zu diesem Denkmal hochladen | Mietshaus in geschlossener Bebauung (Doppelmietshaus mit Nr. 30) | Bebelstraße 28 (Karte)                                                   | Um 1910                                                | Teil eines geschlossenen Straßenzuges mit Häusern gleicher Bauzeit und ähnlicher Architektur, im späthistoristischen Stil, baugeschichtlich und städtebaulich von Bedeutung. Putzfassade, einfache Gestaltung, zeittypische Verzierung, originale Fenster und Türen, Frontgiebel, Fachwerkelementen, dreigeschossig. | 09302317 |
| Direkt Bild zu diesem Denkmal hochladen | Mietshaus in geschlossener Bebauung (Doppelmietshaus mit Nr. 28) | Bebelstraße 30 (Karte)                                                   | Um 1910                                                | Teil eines geschlossenen Straßenzuges mit Häusern gleicher Bauzeit und ähnlicher Architektur, im späthistoristischen Stil, baugeschichtlich und städtebaulich von Bedeutung. Putzfassade, einfache Gestaltung, zeittypische Verzierung, originale Fenster und Türen, Frontgiebel, Fachwerkelementen, dreigeschossig. | 09302318 |
| Direkt Bild zu diesem Denkmal hochladen | Mietshaus in geschlossener Bebauung | Bebelstraße 32 (Karte)                                                   | Um 1910                                                | Teil eines geschlossenen Straßenzuges mit Häusern gleicher Bauzeit und ähnlicher Architektur, im späthistoristischen Stil, baugeschichtlich und städtebaulich von Bedeutung. Putzfassade, einfache Gestaltung, zeittypische Verzierung, originale Fenster und Türen, Frontgiebel, Fachwerkelementen, dreigeschossig. | 09302395 |
| Direkt Bild zu diesem Denkmal hochladen | Mietshaus in geschlossener Bebauung | Bebelstraße 34 (Karte)                                                   | Um 1910                                                | Teil eines geschlossenen Straßenzuges mit Häusern gleicher Bauzeit und ähnlicher Architektur, im späthistoristischen Stil, baugeschichtlich und städtebaulich von Bedeutung. Putzfassade, einfache Gestaltung, zeittypische Verzierung, originale Fenster und Türen, Frontgiebel, Fachwerkelementen, dreigeschossig. | 09302319 |
| Direkt Bild zu diesem Denkmal hochladen | Mietshaus in halboffener Bebauung | Bebelstraße 36 (Karte)                                                   | Um 1890                                                | Gründerzeitgebäude mit Putzfassade, baugeschichtlich und städtebaulich von Bedeutung. Putznutung im Erdgeschoss, aufwendige Fassadengestaltung, reich gegliedert, originale Fenster und Türen, dreigeschossig, fünf Achsen. | 09245678 |
| Direkt Bild zu diesem Denkmal hochladen | Mietshaus in geschlossener Bebauung | Bebelstraße 48 (Karte)                                                   | Um 1900                                                | Gründerzeitgebäude, baugeschichtlich und städtebaulich von Bedeutung. Klinkerfassade, Mischbauweise, in Obergeschossen oranger Klinker, waagerechte Fensterverdachungen, Frontispiz mit Rundbogenfenstern gebunden, Erdgeschoss Putznutung, originale Fenster, Türen und im zweiten Obergeschoss. | 09245532 |
| Direkt Bild zu diesem Denkmal hochladen | Mietshaus in geschlossener Bebauung | Bebelstraße 50 (Karte)                                                   | Um 1890                                                | Qualitätvoller gründerzeitlicher Putzbau in sehr gutem Originalzustand, städtebaulich und baugeschichtlich von Bedeutung. Putznutung im Erdgeschoss, originale Fenster, Fensterverdachung wie Nachbarhäuser, fünf Achsen, dreigeschossig. | 09245531 |
| Direkt Bild zu diesem Denkmal hochladen | Mietshaus in geschlossener Bebauung | Bebelstraße 52 (Karte)                                                   | Um 1890                                                | Gründerzeitgebäude, baugeschichtlich und städtebaulich von Bedeutung. Putzfassade, dreigeschossig, fünf Achsen, vermutliche ehemals ockerfarben, originale Fenster teilweise erhalten, waagerechte Fensterverdachung und Dreiecksgiebelchen sowie Segmentgiebelchen als Verdachungen. | 09245530 |
| Direkt Bild zu diesem Denkmal hochladen | Mietshaus in geschlossener Bebauung | Bebelstraße 54 (Karte)                                                   | Um 1890                                                | Gründerzeitgebäude, baugeschichtlich und städtebaulich von Bedeutung. Putzfassade, Putznutung im Erdgeschoss, dreigeschossig, vier Achsen, reich verziert, falsche Farbfassung, originale Haustür. | 09245529 |
| Direkt Bild zu diesem Denkmal hochladen | Mietshaus in geschlossener Bebauung | Bebelstraße 56 (Karte)                                                   | Um 1890                                                | Gründerzeitlicher Putzbau, von baugeschichtlichem und städtebaulichem Wert. Sechs Achsen, dreigeschossig, im Obergeschoss Glattputz, ockerfarben, Putzquaderung im Erdgeschoss, waagerechte Fensterverdachungen im zweiten Obergeschoss, im ersten Obergeschoss Dreiecksgiebelchen und waagerechte Fensterverdachungen, originale Fenster, Tür verändert, Gauben verändert. | 09245521 |
| Direkt Bild zu diesem Denkmal hochladen | Mietshaus in geschlossener Bebauung | Bebelstraße 57 (Karte)                                                   | Um 1890                                                | Qualitätvoller gründerzeitlicher Putzbau, städtebaulich und baugeschichtlich von Bedeutung. Putzquaderung im Erdgeschoss, Glattputz in Obergeschoss, Konsolen im Traufbereich, Fensterverdachung mit waagerechtem Gebälk und Dreiecksgiebelchen, neue Fenster und Türen. | 09245522 |
| Direkt Bild zu diesem Denkmal hochladen | Mietshaus in geschlossener Bebauung | Bebelstraße 64 (Karte)                                                   | Um 1900                                                | Aufwändig gegliederter gründerzeitlicher Putzbau, von baugeschichtlichem und städtebaulichem Wert. Dreigeschossig, fünf Achsen, Putzquaderung und Putznutung, Gesims, waagerechte Fensterverdachungen, originale Fenster und Türen. | 09245517 |
| Direkt Bild zu diesem Denkmal hochladen | Mietshaus in geschlossener Bebauung | Bebelstraße 66 (Karte)                                                   | Um 1890                                                | Mit Laden, qualitätvoller gründerzeitlicher Putzbau, von baugeschichtlichem und städtebaulichem Wert. Putznutung, Gesims, waagerechte Fensterverdachungen in Obergeschoss, sehr schöne originale Haustür und Ladentür, Laden aus Entstehungszeit, originale Gauben. | 09245516 |
| Direkt Bild zu diesem Denkmal hochladen | Mietshaus in geschlossener Bebauung | Bebelstraße 80 (Karte)                                                   | Um 1905                                                | Architektonisch anspruchsvoll gestalteter Putzbau des Späthistorismus, mit Zierfachwerk, von baugeschichtlichem und städtebaulichem Wert. Dreigeschossig, sechsachsig, Drempel und Dacherker mit Fachwerk, zeittypischer Fassadenschmuck, Fenster teilweise original, teilweise mit Sprossenteilung der Oberlichter, Erdgeschoss Putznutung, Haustür original. | 09245456 |
| Direkt Bild zu diesem Denkmal hochladen | Mietshaus in Ecklage | Birkenstraße 1 (Karte)                                                   | Letztes Drittel 19. Jahrhundert                        | Gründerzeitgebäude mit Putzfassade, baugeschichtlich und städtebaulich von Bedeutung. Wichtig als Eckgebäude, dreigeschossig, Gesimse, waagerechte Fensterverdachung, ornamentale Verzierungen. | 09302374 |
| Direkt Bild zu diesem Denkmal hochladen | Mietshaus in Ecklage | Birkenstraße 2 (Karte)                                                   | Letztes Drittel 19. Jahrhundert                        | Gründerzeitgebäude mit Putzfassade, baugeschichtlich und städtebaulich von Bedeutung. Wichtig als Eckgebäude, stärker geschädigt, dreigeschossig, Glattputz ockerfarbig, Gesimse, waagerechte Fensterverdachung und Dreiecksgiebelchen, ornamentale Verzierungen, im Erdgeschoss Putznutung mit Diamantquaderung und Eckquaderung, ursprünglich mit Laden. | 09245717 |
|                                         | Mietshauszeile | Birkenstraße 3, 5, 7, 9, 11, 13, 15, 17, 19, 21, 23 (Karte)              | Um 1900                                                | Gründerzeitgebäude, Klinkerfassaden, baugeschichtlich und städtebaulich von Bedeutung. Dreigeschossig, vier- bis fünfachsig, zumeist guter Originalzustand, reich gegliederte Fassade, orangeroter oder roter Klinker, Gesimse, Fensterverdachungen mit waagerechtem Gebälk oder/und Dreiecksgiebelchen, teilweise auch mit Segmentgiebelchen, Sockelgeschosse mit Eingangsbereichen und kleinen Fenstern, Glattputz, originale Gauben erhalten. | 09245716 |
| Direkt Bild zu diesem Denkmal hochladen | Bergbauhalde der ehemaligen Heinrichfundgrube | Brunner Straße (Karte)                                                   | 17./18. Jahrhundert                                    | Ortsgeschichtlich und technikgeschichtlich von Bedeutung | 09245828 |
| Direkt Bild zu diesem Denkmal hochladen | Mietshaus in ehemals geschlossener Bebauung | Burgstraße 4 (Karte)                                                     | Um 1890                                                | Gründerzeitgebäude, baugeschichtlich und städtebaulich von Bedeutung. Klinkermischbauweise, Putznutung im Erdgeschoss, roter Klinker, Fensterverdachung mit waagerechtem Gebälk und Dreiecksgiebelchen, fünf stehende Gauben, reich verzierte, originale Haustür und originale Fenster. | 09245589 |
|                                         | Mietshaus in geschlossener Bebauung | Burgstraße 13 (Karte)                                                    | Um 1890                                                | Gründerzeitgebäude, baugeschichtlich und städtebaulich von Bedeutung. Dreigeschossig, vier Achsen, originale Haustür, Fenster teilweise erhalten, im Erdgeschoss verändert, Putzfassade, vier Achsen, Gesims, ursprünglich Putznutung im Erdgeschoss. | 09245592 |
|                                         | Mietshaus in geschlossener Bebauung | Burgstraße 14 (Karte)                                                    | Um 1890                                                | Gründerzeitgebäude, baugeschichtlich und städtebaulich von Bedeutung. Fünf Achsen, zweigeschossig, Putznutung im Erdgeschoss, originale Haustür, Fenster teilweise erhalten, Pilaster, reiche Fassadengliederung, Dachaufbau verändert, Mitteleingang. | 09245593 |
| Direkt Bild zu diesem Denkmal hochladen | Ehemalige Webschule, später Wohnhaus | Burgstraße 22 (Karte)                                                    | 18. Jahrhundert                                        | Gründerzeitgebäude, ortsgeschichtlich von Bedeutung. Vor 1881 Errichtung und Betrieb wohl als erste Webschule in Reichenbach, 1909 Schuhwarenfabrik, später Wohn- und gewerbliche Nutzung. Zweigeschossiger Massivbau, Putzfassade mit Eckquaderung, Türportal erneuert, sieben Achsen. | 09245598 |
| Direkt Bild zu diesem Denkmal hochladen | Mietshaus in geschlossener Bebauung | Burgstraße 63 (Karte)                                                    | Um 1890                                                | Baugeschichtlich und städtebaulich von Bedeutung, aufwändig gestaltetes Gründerzeitgebäude. Putzfassade, ursprünglich ockerfarben, schöne, originale Haustür, verziert, Fenstergewände, Putz, Gesims, figurale und ornamentale Verzierungen, Putznutung im Erdgeschoss, zweigeschossig, fünf Achsen mit Frontgiebel. | 09245674 |
| Direkt Bild zu diesem Denkmal hochladen | Mietshaus in offener Bebauung mit Einfriedung | Burgstraße 107 (Karte)                                                   | Ende 19. Jahrhundert                                   | Gründerzeitgebäude, baugeschichtlich und städtebaulich von Bedeutung. Waagerechte Fensterverdachung und Dreiecksgiebelchen im ersten Obergeschoss, Putznutung im Erdgeschoss, zweigeschossig, vier Achsen, im Dachbereich vermutlich verändert, Putzfassade, schmiedeeiserner Zaun mit Stützmauer. | 09245673 |
| Direkt Bild zu diesem Denkmal hochladen | Zwei Stadtscheunenreihen | Cunsdorfer Straße 37, 39, 41, 43, 45, 47, 49, 51, 53 (Karte)             | 19. Jahrhundert                                        | Wirtschaftsgeschichtlich und ortsgeschichtlich von Bedeutung. Nicht mehr alle original erhalten, nur in Einzelbeispielen erhalten, einzelne Scheunen teilweise umgebaut. | 09245326 |
| Direkt Bild zu diesem Denkmal hochladen | Ehemalige Vogtländische Transportanstalt mit drei Gebäuden: Remisen, Ställe, Kutscherunterbringung, Güterabfertigung sowie Personenbeförderung                                   | Dammsteinstraße 2, 3, 6 (Karte)                                          | 2. Hälfte 19. Jahrhundert                              | Ortsgeschichtlich und baugeschichtlich von Bedeutung, heute als Wohn- und Lagergebäude genutzt. Um 1847 errichtet als sogenannter „Poststall“ mit Wagenremisen, Schlaf- und Futterkammern als Teil der ehemaligen „Vogtländischen Transportanstalt“, Station Reichenbach. Hierzu gehörten weiterhin das dem gleichen Zweck dienende Gebäude Dammsteinstraße 2 und als „Expedition“ dienende Gebäude Dammsteinstraße 1 in Reichenbach. Diese heute noch erhaltenen Gebäude entstanden im Zusammenhang mit dem Bau der Bahnstrecke Leipzig–Hof, die zunächst in zwei Teilabschnitten (Leipzig–Reichenbach 1946, Hof–Plauen 1948) fertiggestellt wurde. Die noch bestehende Lücke zwischen Reichenbach und Plauen wurde bis 1851 interimistisch durch die „Vogtländische Transportanstalt“ geschlossen. Die Reisenden, ihr Gepäck, Eilgüter und Postsachen wurden zwischen den beiden Bahnstationen Plauen und Reichenbach mit Pferdefuhrwerken transportiert. Sowohl in Reichenbach als auch in Plauen wurden Pferdeställe, Remisen und Unterkunftsmöglichkeiten geschaffen. Die Plauener Station besteht heute nicht mehr, so dass die Reichenbacher Station das letzte Zeugnis dieser Etappe sächsischer Eisenbahngeschichte ist. Die beiden ehemals zur „Vogtländischen Transportanstalt“ gehörenden Gebäude Dammsteinstraße 1 und 2 wurden in ihrem äußeren Erscheinungsbild und in ihrem Inneren stärker verändert. Das Gebäude Dammsteinstraße 3 ist das einzige Gebäude, welches durch einen reichen originalen Bestand die ursprüngliche Nutzung noch erkennen lässt und damit der letzte original erhaltene Zeuge dieses wichtigen Abschnitts der Eisenbahngeschichte ist. Damit ergibt sich der Denkmalwert des „ehemaligen Poststalls“ der „Vogtländischen Transportanstalt“ aus seiner eisenbahn- und postgeschichtlichen Bedeutung. | 09245731 |
| Direkt Bild zu diesem Denkmal hochladen | Drei Gebäude einer Fabrikanlage (ehemals Renak-Werke): Produktionsgebäude (Nr. 10, mit Garagenbau), weiteres Produktionsgebäude (Nr. 12) und drittes Produktionsgebäude (Nr. 14) | Dammsteinstraße 10, 12, 14 (Karte)                                       | Um 1900 (Nr. 14); 1920er Jahre (Nr. 10 und 12)         | Klinkerbauten, baugeschichtlich und ortsgeschichtlich von Bedeutung | 09245732 |
| Direkt Bild zu diesem Denkmal hochladen | Oberreichenbacher Schule (Dittesschule) mit Erweiterungsbau und Turnhalle, Treppenanlage und Gartenmauer                                                                         | Dittesstraße 5 (Karte)                                                   | Bezeichnet mit 1887 (Schule); um 1910 (Schulturnhalle) | Ortsgeschichtlich von Bedeutung, Gründerzeitgebäude, Erweiterung im Reformstil der Zeit um 1910, sehr guter Originalzustand. Dreigeschossig, erstes Obergeschoss, mit waagerechter Fensterverdachung, Glattputz in Obergeschossen, im Erdgeschoss Granitquaderung, alle Fenster erneuert, originale Haustür, Datierung an Fassade als Schriftband, Mittelrisalit und zwei Seitenrisalite sowie zweiter Flügel, Hausflur mit Theumaer Platten, originale Tür der Hausmeisterwohnung, innen schlicht, Schule erweitert um 1910 durch zweiten Seitenflügel, Sockel mit Polygonmauerwerk, ebenfalls zweigeschossig, Seitenrisalit und waagerechten Fensterverdachungen im ersten Obergeschoss, Turnhalle um 1910. | 09245686 |
| Direkt Bild zu diesem Denkmal hochladen | Scheune eines Bauernhofes | Dittesstraße 12 (Karte)                                                  | Um 1800                                                | Fachwerkgebäude, baugeschichtlich und wirtschaftsgeschichtlich von Bedeutung. Fachwerk-Drempel, Satteldach, wichtig für Ortsbild, auch als Rest dörflicher Bebauung. | 09245689 |
| Direkt Bild zu diesem Denkmal hochladen | Villa mit Einfriedung | Dr.-Külz-Straße 13 (Karte)                                               | Bezeichnet mit 1887                                    | Repräsentativer Historismusbau, im Stil der Neorenaissance, baugeschichtlich und städtebaulich von Bedeutung. Eingeschossig, Zwerchgiebel, reich verziert und gegliedert, Fenster erneuert, Erker mit polygonalem Grundriss, Putzquaderung, originale Haustür, Eckquaderung. Einfriedung: schmiedeeiserner Zaun und Tor. | 09245735 |
| Direkt Bild zu diesem Denkmal hochladen | Wohnstallhaus und Seitengebäude eines Vierseithofes | Eisenbahnstraße 44 (Karte)                                               | Nach 1800                                              | Baugeschichtlich, sozialgeschichtlich und wirtschaftsgeschichtlich von Bedeutung. Fachwerk, guter Originalzustand, Erdgeschoss massiv, beide Satteldächer. | 09245703 |
| Direkt Bild zu diesem Denkmal hochladen | Fabrikgebäude (zwei Hausnummern) | Eisenbahnstraße 70, 70b (Karte)                                          | Um 1900                                                | Gründerzeitlicher Klinkerbau, baugeschichtlich und ortsgeschichtlich von Bedeutung. Gelber Klinker als Zierelement für Fensterbekrönung und Bändern sowie Lisenen, roter Klinker, dreigeschossig, guter Originalzustand. | 09245700 |
| Direkt Bild zu diesem Denkmal hochladen | Turnhalle | Enge Gasse 12 (Karte)                                                    | Um 1905                                                | Baugeschichtlich und ortsgeschichtlich von Bedeutung. Gute Innen- und Außengestaltung, dominante Lage durch Hanglage, Klinkermischbauweise, Thermenfenster, Zahnschnittfries am Traufgesims, Dachtragwerk als Sichtkonstruktion im Inneren. | 09245727 |
|                                         | Wohnanlage | Erich-Mühsam-Straße 1, 3 (Karte)                                         | 1930                                                   | Im Stil der Neuen Sachlichkeit der 1920er Jahre, Architekt Rudolf Ladewig, baugeschichtlich von Bedeutung. Putzfassade mit Klinkerelementen an Fenstern, Mezzaningeschoss zurückgesetzt, viergeschossig, Klinker im Sockelbereich, schlichte Gestaltung, erbaut als 32-Familienwohnhaus „Typ Ladewig“. | 09245559 |
| Direkt Bild zu diesem Denkmal hochladen | Mietshaus in geschlossener Bebauung | Fedor-Flinzer-Straße 1 (Karte)                                           | Um 1900                                                | Mit Laden, baugeschichtlich und städtebaulich von Bedeutung. Klinkerfassade, gelber und roter Klinker, Laden seit Entstehungszeit, aber neues Schaufenster. | 09245357 |
| Direkt Bild zu diesem Denkmal hochladen | Mietshauszeile (sieben Mietshäuser) in geschlossener Bebauung (bauliche Einheit mit Fedor-Flinzer-Straße 16 und Moritz-Löscher-Straße 34)                                        | Fedor-Flinzer-Straße 2, 4, 6, 8, 10, 12, 14 (Karte)                      | 1912                                                   | Im Reformstil der Zeit um 1910, baugeschichtlich und städtebaulich von Bedeutung | 09245355 |
| Direkt Bild zu diesem Denkmal hochladen | Mietshaus in halboffener Bebauung | Fedor-Flinzer-Straße 3 (Karte)                                           | Um 1900                                                | Baugeschichtlich und städtebaulich von Bedeutung. Klinkerfassade mit ornamentalem Fassadenschmuck, im Dachbereich leichte Veränderungen, Haustür und Fenster verändert, aber wichtig als Teil des geschlossenen Straßenzuges. | 09245356 |
| Direkt Bild zu diesem Denkmal hochladen | Mietshaus in halboffener Bebauung | Fedor-Flinzer-Straße 7 (Karte)                                           | Um 1900                                                | Baugeschichtlich und städtebaulich von Bedeutung. Waagerechte Fensterverdachungen, Risalit, reiche Fassadengliederung, originale Haustür und Fenster, oranger und roter Klinker. | 09245351 |
| Direkt Bild zu diesem Denkmal hochladen | Mietshaus in geschlossener Bebauung | Fedor-Flinzer-Straße 9 (Karte)                                           | Um 1900                                                | Baugeschichtlich und städtebaulich von Bedeutung. Im ersten Obergeschoss waagerechte Fensterverdachung oder Dreiecksgiebelchen, dreigeschossig, Klinkerfassade, oranger und roter Klinker, alle Häuser dieses Straßenzuges mit originalen Fenstern und Haustüren. | 09245350 |
| Direkt Bild zu diesem Denkmal hochladen | Mietshaus in geschlossener Bebauung | Fedor-Flinzer-Straße 11 (Karte)                                          | Um 1905                                                | Baugeschichtlich und städtebaulich von Bedeutung. Roter Klinker, Erker, Klinkerornamentik, dreigeschossig. | 09245349 |
| Direkt Bild zu diesem Denkmal hochladen | Mietshaus in halboffener Bebauung | Fedor-Flinzer-Straße 13 (Karte)                                          | Um 1905                                                | Baugeschichtlich und städtebaulich von Bedeutung. Klinkerfassade, gelber und oranger Klinker. | 09245348 |
| Direkt Bild zu diesem Denkmal hochladen | Empfangsgebäude des Alten Bahnhofs Reichenbach (Vogtl.), westlich neben Nr. 15, und Nebengebäude (Nr. 15)                                                                        | Fedor-Flinzer-Straße 15 (Karte)                                          | 1846                                                   | Ortsgeschichtlich von Bedeutung | 09245827 |
| Direkt Bild zu diesem Denkmal hochladen | Mietshaus in geschlossener Bebauung, in Ecklage | Fedor-Flinzer-Straße 16 (Karte)                                          | 1912                                                   | Mit Laden, im Reformstil der Zeit um 1910, baugeschichtlich und städtebaulich von Bedeutung. Putzfassade, Fensteroberlichter mit Sprossenteilung, schlichter Fassadenschmuck, dreigeschossig. | 09245344 |
|                                         | Doppelwohnhaus in halboffener Bebauung mit rückwärtigem Saalanbau, ehemals Ballhaus                                                                                              | Fedor-Flinzer-Straße 17, 19 (Karte)                                      | Um 1900                                                | Gründerzeitgebäude, bauhistorisch und ortsgeschichtlich bedeutsam. Putzquaderung im Erdgeschoss, Putznutung im Obergeschoss, Fenster teilweise verändert, Dachaufbauten original, mit zwei Eingängen als Doppelhaus, Saalanbau: Reste der Ballhausausmalung (Gemälde). | 09245343 |
| Direkt Bild zu diesem Denkmal hochladen | Villa | Fedor-Flinzer-Straße 18 (Karte)                                          | Um 1880                                                | Repräsentativer Historismusbau im Stil der Neorenaissance, baugeschichtlich und städtebaulich von Bedeutung. Putzfassade mit waagerechten Fensterverdachungen, guter Originalbestand Fenster, Farbglasfenster, teilweise Bauveränderungen zum Beispiel Fenster zugesetzt, Beispiel der typischen bahnhofsnahen Villenbebauung des ausgehenden 19. Jahrhunderts. | 09245342 |
| Direkt Bild zu diesem Denkmal hochladen | Ehemaliger Luftschutzbunker aus dem Zweiten Weltkrieg, mit Erinnerungstafel an die im Zweiten Weltkrieg getöteten Bürgerinnen und Bürger                                         | Friedrich-Engels-Platz (Karte)                                           | 1942/1943                                              | Einer der wenigen erhaltenen Luftschutzbunker im Regierungsbezirk Chemnitz, von großer historischer Bedeutung. Gangsystem mit zwei Einstiegen, Beton mit Eisentüren, Stahlbetonummantelung, tonnengewölbt, Sockel der Sitzbänke erhalten, errichtet im Zusammenhang mit Einrichtung eines Lazaretts in der gegenüberliegenden Schule, Bunker war für gehfähige Lazarettpatienten und Zivilbevölkerung. An einem Einstieg befindet sich eine Erinnerungstafel mit folgender Inschrift: „Zur Erinnerung/an die/in den letzten Tagen/des II. Weltkrieges/in Reichenbach/getöteten Bürgerinnen/und Bürger“. Der Luftschutzbunker wurde während des Zweiten Weltkrieges (nach 1942) durch polnische Fremdarbeiter errichtet (vermutlich für zirka 200 Personen). In Reichenbach Tieffliegerangriff am 21. März 1945 und Artilleriebeschuss. | 09245904 |
| Direkt Bild zu diesem Denkmal hochladen | Mietshaus in Ecklage in geschlossener Bebauung | Friedrich-Engels-Platz 1 (Karte)                                         | Um 1890                                                | Gründerzeitgebäude, baugeschichtlich und städtebaulich von Bedeutung. Ursprünglich mit Laden, Putzfassade, Gesims, dreigeschossig, an Ecke Fensterverdachungen, Haustür original, Laden zugebaut. | 09245635 |
| Direkt Bild zu diesem Denkmal hochladen | Mietshaus in geschlossener Bebauung | Friedrich-Engels-Platz 2 (Karte)                                         | Um 1895                                                | Baugeschichtlich und städtebaulich von Bedeutung. Gelber Klinker, wie Nachbarhaus, Haustür neu. | 09245634 |
| Direkt Bild zu diesem Denkmal hochladen | Mietshaus in geschlossener Bebauung | Friedrich-Engels-Platz 3 (Karte)                                         | Um 1895                                                | Baugeschichtlich und städtebaulich von Bedeutung. Klinkerfassade, gelber Klinker, Gesims, Fensterverdachung im zweiten Obergeschoss mit waagerechtem Gebälk, im ersten Obergeschoss waagerechtes Gebälk und Dreiecksgiebelchen, vier Achsen, dreigeschossig, originale Gauben, im ersten Obergeschoss, Betonreliefs. | 09245633 |
| Direkt Bild zu diesem Denkmal hochladen | Mietshaus in geschlossener Bebauung | Friedrich-Engels-Platz 4 (Karte)                                         | Um 1890                                                | Baugeschichtlich und städtebaulich von Bedeutung. Putzfassade, Gesims, originale Haustür und Fenster, dreigeschossig, sechs Achsen, Gesims mit Konsolen. | 09245632 |
| Direkt Bild zu diesem Denkmal hochladen | Friedensschule (ehemals 2. Bezirksschule) | Friedrich-Engels-Platz 7 (Karte)                                         | Um 1900                                                | Repräsentatives Gründerzeitgebäude, Klinkerfassade mit Eckquaderung, im Innern mit Dekorationsmalerei, baugeschichtlich und ortsgeschichtlich von Bedeutung. Schrifttafel mit Säulen, reich verziert, orangeroter Klinker, Gesims: Deutsches Band, zwei Haustüren, Friese aus gebrannten Klinkern, teilweise originale Fenster. | 09245631 |
| Direkt Bild zu diesem Denkmal hochladen | Diakonat (Lutherhaus) | Friedrich-Engels-Platz 8 (Karte)                                         | Um 1930                                                | Der klassischen Moderne verpflichteter Putzbau mit Natursteinschichtmauerwerk am Sockel von großer städtebaulicher und baukünstlerischer Bedeutung. Drei- und viergeschossiges winklig angeordnetes Gebäude, originale Fenster und Türen erhalten. | 09245637 |
| Direkt Bild zu diesem Denkmal hochladen | Pfarrhaus der Trinitatiskirche, jetzt Kirchgemeindehaus | Friedrich-Engels-Platz 9 (Karte)                                         | Um 1915/1920                                           | Architektonisch anspruchsvolles Gebäude, neobarocker Bau von großer architekturgeschichtlicher, baukünstlerischer und städtebaulicher Bedeutung. Breit gelagertes, teilweise drei- oder zweigeschossiges Gebäude mit vorkragenden Gemeindesaal, teilweise Natursteinverblendung im Sockelbereich und in der Türumfassung wappenartige Dekorationen, Lampe aus der Erbauungszeit sowie Freitreppe, seitlich Erker, mit Putzfeldern, verschiedene Putzstuckdekoration an der Fassade, Mansardwalmdach, schiefergedeckt, Fenster mehrflügelig mit kleinteiliger Sprossenteilung, originale Türen, aufwändig gestalteter Bau. | 09245638 |
| Direkt Bild zu diesem Denkmal hochladen | Seitengebäude eines Vierseithofes | Friesener Weg 10 (Karte)                                                 | 1. Hälfte 18. Jahrhundert                              | Fachwerkbau, ursprünglich mit Oberlaube, baugeschichtlich und wirtschaftsgeschichtlich von Bedeutung. Ursprünglich mit Oberlaube, Teil Fachwerk-Obergeschoss massiv ersetzt, ansonsten Fachwerk, im massiven Hausteil Garageneinbau, Erdgeschoss massiv, Satteldach, Reste Oberlaube mit gezapften Kopfstreben, halbrund ausgeformt, zugesetzt, Oberlaube ursprünglich nur an Teil des Hauses, daneben eine Kammer an linker Haushälfte. Denkmalwert: Singularität Oberlaube und wissenschaftliche Bedeutung. | 09245278 |
| Direkt Bild zu diesem Denkmal hochladen | Methodistisches Gemeindehaus und Evangelisch-Methodistische Immanuelkirche | Fritz-Ebert-Straße 10, 11 (Karte)                                        | Um 1890                                                | Repräsentativer, das Straßenbild maßgeblich prägender Putzbau von stadtgeschichtlicher und baugeschichtlicher Bedeutung, im Hof das Kirchengebäude (Gemeindesaal) im neogotischen Stil, baugeschichtlich und ortsgeschichtlich von Bedeutung. Zweiflügliger Bau mit Mittelrisalit und Frontispiz, prachtvolle Gestaltung, schöne Fenster und Tür im Inneren, Bleiglasfenster Zwickauer Firma nach 1945, nach Bombenschaden Wiederaufbau. Kirchensaal roter Klinkerbau, eingeschossig mit spitzbogigen Fenstern, im Inneren Emporen. | 09245510 |
| Direkt Bild zu diesem Denkmal hochladen | Ehemalige Höhere Webschule | Fritz-Ebert-Straße 25 (Karte)                                            | Ende 19. Jahrhundert                                   | Gründerzeitgebäude, baugeschichtlich und ortsgeschichtlich von Bedeutung | 09302309 |
| Direkt Bild zu diesem Denkmal hochladen | Mietshaus in Ecklage | Gabelsbergerstraße 65 (Karte)                                            | Um 1900                                                | Baugeschichtlich von Bedeutung. Zweigeschossig, Eckturm, Putzfassade, waagerechte Fensterverdachungen, Putzstuckreliefs an Ecke mit Landschaftsdarstellungen und figuralen Darstellungen, Fenster erneuert. | 09245680 |
|                                         | Villa (heute Arbeitsamt) | Goethestraße 3 (Karte)                                                   | Um 1905                                                | Repräsentativ, Zierfachwerk, baugeschichtlich von Bedeutung. Ehemaliges Wehrkreiskommando, Fachwerkelemente, Putzfassade, mehrere repräsentative Eingänge. | 09245481 |
| Direkt Bild zu diesem Denkmal hochladen | Gefängnis des ehemaligen Amtsgerichtes (siehe auch Heinrich-Heine-Straße 12), heute Staatliches Vermessungsamt                                                                   | Goethestraße 4 (Karte)                                                   | Um 1900                                                | Klinkerfassade, baugeschichtlich, ortsgeschichtlich und städtebaulich von Bedeutung. Repräsentative Fassadengestaltung, zwei Seitenrisalite, Polygonmauerwerk Porphyr im Erdgeschoss, Obergeschoss Klinker, im Erdgeschoss weiterhin Bossenquaderung an den Ecken, originale Fenstervergitterung, zu Amtsgericht gehörend. | 09245829 |
|                                         | Villa mit Garten und Resten der Einfriedung | Goethestraße 15 (Karte)                                                  | Um 1920                                                | Im Reformstil der Zeit nach 1910, baugeschichtlich von Bedeutung. Putzfassade, zweigeschossig, Walmdächer, Bleiglasfenster im Treppenhaus, originale Gitter, Reste der Einfriedung, Vordach mit kannelierter Säule, ovales Fenster, Fenster mit Sprossenteilung der Oberlichter, Balkon, Erker. | 09245736 |
| Direkt Bild zu diesem Denkmal hochladen | Villa mit Garten und Resten der Einfriedung | Goethestraße 19 (Karte)                                                  | Um 1925                                                | Baugeschichtlich von Bedeutung. Putzfassade, annähernd quadratischer Grundriss, Walmdach, guter Originalzustand, schöne Haustür, kleiner Vorbau, Gitter an Fenstern, zeittypische Ornamentik. | 09245738 |
| Direkt Bild zu diesem Denkmal hochladen | Ehemaliges Hotel Wettiner Hof (heute Mietshaus), in geschlossener Bebauung in Ecklage                                                                                            | Greizer Straße 2 (Karte)                                                 | Um 1890                                                | Historistischer Klinkerbau, baugeschichtlich und städtebaulich von Bedeutung. Roter Klinker, qualitätvolle Fassadengliederung mit repräsentativem Eckeingang, dominante Lage durch Ecklage an Hauptverkehrsstraße, sehr guter Originalzustand, Fenster erneuert, Eckerker, Inneres sehr einfach. | 09245358 |
| Direkt Bild zu diesem Denkmal hochladen | Mietshaus in geschlossener Bebauung | Greizer Straße 4 (Karte)                                                 | Um 1900                                                | Historistischer Klinkerbau, baugeschichtlich und städtebaulich von Bedeutung, Teil eines geschlossenen Straßenzuges | 09245363 |
| Direkt Bild zu diesem Denkmal hochladen | Mietshaus in geschlossener Bebauung | Greizer Straße 6 (Karte)                                                 | Um 1900                                                | Historistischer Klinkerbau, baugeschichtlich und städtebaulich von Bedeutung, Teil eines geschlossenen Straßenzuges | 09245364 |
| Direkt Bild zu diesem Denkmal hochladen | Mietshaus in geschlossener Bebauung | Greizer Straße 8 (Karte)                                                 | Um 1900                                                | Historistischer Klinkerbau, baugeschichtlich und städtebaulich von Bedeutung, Teil eines geschlossenen Straßenzuges | 09245365 |
| Direkt Bild zu diesem Denkmal hochladen | Mietshaus in geschlossener Bebauung | Greizer Straße 10 (Karte)                                                | Um 1900                                                | Historistischer Klinkerbau, baugeschichtlich und städtebaulich von Bedeutung, Teil eines geschlossenen Straßenzuges | 09245366 |
| Direkt Bild zu diesem Denkmal hochladen | Mietshaus in geschlossener Bebauung | Greizer Straße 12 (Karte)                                                | Um 1900                                                | Historistischer Klinkerbau, baugeschichtlich und städtebaulich von Bedeutung. Oranger und roter Klinker, Fenster teilweise, Haustür, Gauben original. | 09245360 |
| Direkt Bild zu diesem Denkmal hochladen | Mietshaus in geschlossener Bebauung | Greizer Straße 14 (Karte)                                                | Um 1900                                                | Historistischer Klinkerbau, baugeschichtlich und städtebaulich von Bedeutung, Teil eines geschlossenen Straßenzuges | 09245362 |
| Direkt Bild zu diesem Denkmal hochladen | Mietshaus in halboffener Bebauung | Greizer Straße 16 (Karte)                                                | Um 1895                                                | Historistischer Klinkerbau, repräsentative Wirkung als Kopfbau, baugeschichtlich und städtebaulich von Bedeutung. Oranger und roter Klinker, Fensterverdachungen mit Segmentgiebel und Dreiecksgiebelchen, Teil eines geschlossenen Straßenzuges mit hohem städtebaulichen Wert. | 09245359 |
| Direkt Bild zu diesem Denkmal hochladen | Doppelwohnhaus in offener Bebauung | Greizer Straße 20, 22 (Karte)                                            | Bezeichnet mit 1889                                    | Gründerzeitgebäude mit Klinkerfassaden, baugeschichtlich und städtebaulich von Bedeutung. Klinkermischbauweise, Putzquaderung im Erdgeschoss, orangeroter Klinker, waagerechte Fensterverdachungen. | 09245728 |
| Direkt Bild zu diesem Denkmal hochladen | Direktorenvilla mit beweglichem sowie unbeweglichem Interieur, Garten und Einfriedung                                                                                            | Greizer Straße 34 (Karte)                                                | 1931                                                   | Singuläres regional- und sozialgeschichtliches Dokument, Villa von Albin Werner, Fabrikdirektor der Kammgarnspinnerei Schreiterer, erbaut nach Plänen des regional bedeutenden Plauener Architekten Felix Sahr, außerdem wissenschaftliche und künstlerische Bedeutung. Das Anwesen ist ein Kulturdenkmal aus geschichtlichen, künstlerischen und wissenschaftlichen Gründen. Die Villa des Fabrikdirektors der Kammgarnspinnerei Schreiterer, Albin Werner, 1931 nach Plänen des regional bedeutenden Plauener Architekten Professor Felix Sahr vollendet, ist ein Dokument der gemäßigten klassischen Moderne, gekennzeichnet durch klare Linienführung und durchdachte Proportionierung der einzelnen Baukörper. Der zweigeschossige massive Putzbau zeigt Erker und zum Teil liegende Fenster. Das steile Walmdach verdeutlicht auch den Einfluss des sogenannten Landhausstils, die baugebundene Ausstattung weist hohen handwerklichen und zum Teil künstlerischen Standard auf (zum Beispiel Kinderzimmerfries des Kunstmalers Hirmsch). Der Garten widerspiegelt fortschrittliche landschaftsbauliche Ideen der Entstehungszeit. Eine Besonderheit stellt das zeitgenössische Interieur dar. Eine Fülle Einrichtungsgegenstände, darunter Möbel, Lampen, Sammlungen von Spielzeug, Porzellan, Büchern und Schallplatten (zirka 4000 Schelllackplatten), ergänzt durch Einbauküchenmaschinen, originale Badarmaturen, Kohle-Zentralheizung, Wäschemangel, originale Parkett- und Linoleumfußböden sowie Stuckdecken in expressionistischen Formen, ergeben in ihrem originalen Zusammenhang ein singuläres Dokument von Lebensverhältnissen einer gut situierten bürgerlichen Familie in der Reichenbacher Textilgeschichte. | 09301799 |
| Direkt Bild zu diesem Denkmal hochladen | Villa und Einfriedung sowie Pavillon und Grünanlage (alter Gehölzbestand) | Greizer Straße 36 (Karte)                                                | Um 1915                                                | Im Reformstil der Zeit um 1910, baugeschichtlich von Bedeutung. - Villa: zwei Geschosse, Risalite, Zwerghäuser, überdachte Zufahrt, Sandsteingewände, Fensterläden - Einfriedung gemauert (verputzt) mit Ziergittern - Pavillon Rundbau (Holz) verbrettert mit Kegeldach. | 09209780 |
| Direkt Bild zu diesem Denkmal hochladen | Mietshaus in offener Bebauung, mit Einfriedung und Vorgarten, in Ecklage | Heinrich-Heine-Straße 1 (Karte)                                          | Um 1900                                                | Historismusbau, Klinkerfassade, baugeschichtlich und städtebaulich von Bedeutung. Einfache Fassadengliederung, schlichter Bau mit originalen Fenstern und Türen, dreigeschossig. | 09245469 |
| Direkt Bild zu diesem Denkmal hochladen | Mietvilla mit Einfriedung und Vorgarten | Heinrich-Heine-Straße 2 (Karte)                                          | Um 1905                                                | Historismusbau, Klinkerfassade, baugeschichtlich und städtebaulich von Bedeutung. Mittelrisalit, Zwerchgiebel, Erker aus Naturstein, roter Klinker, reich verzierter Eingangsbereich und schmiedeeiserne Eingangstür mit Portal, Einfriedung schmiedeeisern, aufwendig gestaltet, Haus selbst schlichte Gestaltung. | 09245470 |
| Direkt Bild zu diesem Denkmal hochladen | Mietshaus in offener Bebauung | Heinrich-Heine-Straße 5 (Karte)                                          | Um 1890                                                | Historismusbau, Klinkerfassade, baugeschichtlich und städtebaulich von Bedeutung. Roter und gelber Klinker, waagerechte Fensterverdachung im zweiten Obergeschoss, Dreiecksgiebelverdachung erstes Obergeschoss, dreigeschossig, fünf Achsen, Lisenen aus rotem Klinker in zwei Obergeschossen, Grund gelber Klinker, im Erdgeschoss roter Klinker, Fenster mit Rundstab aus Klinker eingefasst, Segmentbogen, Schlussstein als Masken, sehr schöne, reich verzierte, originale Fenster, Klinkerornament in Spiegeln unter Fenstern, Diamantschnittquaderung im Erdgeschoss, Gesims aus Klinker, Treppenaufgang mit schmiedeeisernem Geländer, originale Eingangstür, Sockel Putz mit Polygonimitation. | 09245474 |
| Direkt Bild zu diesem Denkmal hochladen | Villa mit Einfriedung | Heinrich-Heine-Straße 7 (Karte)                                          | Um 1930                                                | Anklänge an die klassische Moderne, baugeschichtlich von Bedeutung. Putzfassade, zweigeschossig, abgerundete Ecken. | 09245476 |
| Direkt Bild zu diesem Denkmal hochladen | Villa | Heinrich-Heine-Straße 8 (Karte)                                          | Um 1900                                                | Repräsentativer Historismusbau, Klinkerfassade, baugeschichtlich von Bedeutung. Eingeschossig, annähernd quadratischer Grundriss, Mittelrisalit, Zwerchgiebel, vier Achsen, Klinkerfassade, glasierte dunkelrote Ziegel als Bänder, Sockelbereich Putz oder Werkstein. | 09245479 |
| Direkt Bild zu diesem Denkmal hochladen | Gartenpavillon | Heinrich-Heine-Straße 8 (bei) (Karte)                                    | 1902                                                   | Pittoreskes Zeugnis der Gartenarchitektur um 1900, erbaut für den Fabrikanten J. C. Braun, baugeschichtlich und ortsgeschichtlich von Bedeutung, im Ort singulär. Architekt: Schneider. Holzkonstruktion auf hohem Sandsteinsockel, darin Metalltür mit schmiedeeisernen Beschlägen, verziertes Holzfachwerk, etwas reduziert, steile Haube mit Überstand, mit Art Sprenggiebel zur Talseite, die Oberlichter der Fenster mit vom Jugendstil beeinflussten Formen. | 09306633 |
| Direkt Bild zu diesem Denkmal hochladen | Mietshaus in halboffener Bebauung mit Einfriedung und Vorgarten | Heinrich-Heine-Straße 9 (Karte)                                          | Um 1915                                                | Im Kern Historismusbau, Fassade im Reformstil der Zeit um 1910 überformt, baugeschichtlich und städtebaulich von Bedeutung. Zaun mit Betonsäulen und schmiedeeisernen Zaunsgittern, reich gestaltete Putzfassade, farbige Scheiben zum Teil in Oberlichtern, Sprossenteilung der Fensteroberlichter, kannelierte Pilaster in zwei Obergeschossen, Haus dreigeschossig, Erker, Sockel Polygonmauerwerk aus Porphyr, Bleiglasfenster im Treppenhaus, originale Haustür, Eingangstür mit Verdachung, an Haustür Gitter. | 09245480 |
| Direkt Bild zu diesem Denkmal hochladen | Mietshaus in halboffener Bebauung | Heinrich-Heine-Straße 10 (Karte)                                         | Um 1890                                                | Historismusbau, Klinkerfassade, baugeschichtlich und städtebaulich von Bedeutung | 09245478 |
| Direkt Bild zu diesem Denkmal hochladen | Mietshaus in halboffener Bebauung, mit Resten der Einfriedung und Vorgarten | Heinrich-Heine-Straße 11 (Karte)                                         | Um 1905                                                | Historismusbau, Klinkerfassade, baugeschichtlich und städtebaulich von Bedeutung. Fassade mit gelbglasierten Ziegeln verkleidet, Volutengiebel, Seitenrisalit, Balkons. | 09245477 |
| Direkt Bild zu diesem Denkmal hochladen | Ehemaliges Amtsgericht (heute Polizeigebäude) | Heinrich-Heine-Straße 12 (Karte)                                         | Um 1890                                                | Mit Gefängnisgebäude (siehe Goethestraße 4), repräsentatives Gründerzeitgebäude, Klinkerfassade, im Stil der Neorenaissance, baugeschichtlich, ortsgeschichtlich und städtebaulich von Bedeutung. Erdgeschoss mit Bossenquaderung, Obergeschoss Klinker, orangeroter Klinker, Mittelrisalit, mit Dreiecksgiebel bekrönt, Säulen, Pilaster, neben Eingang Säulen, Gebälk, rundbogig abschließender Eingangsbereich mit Löwenkopf am Schlussstein, originale Haustür, Fenster teilweise erhalten, zwei Seitenrisalite, gebundene Fenster im zweiten Obergeschoss, dreigeschossig, in Giebelbereichen reiche ornamentale Verzierungen, sehr guter Originalzustand, Gitter im Sockelbereich. | 09245473 |
| Direkt Bild zu diesem Denkmal hochladen | Mietshaus in Ecklage | Heinrichstraße 1 (Karte)                                                 | Um 1890                                                | Historismusbau, baugeschichtlich und städtebaulich von Bedeutung. Putzfassade, kannelierte Lisenen, Putzquaderung im Erdgeschoss, dreigeschossig, Ecklage wichtig, Gauben, Fenster original, Fensterverdachung mit waagerechtem Gebälk im zweiten Obergeschoss und Dreiecksgiebelchen im ersten Obergeschoss, reiche, zeittypische Verzierung. | 09245462 |
| Direkt Bild zu diesem Denkmal hochladen | Villa mit Gartenanlage | Heinsdorfer Straße 24 (Karte)                                            | 1890/1891 laut Bauakte                                 | Malerisch gestalteter Späthistorismusbau, aufwändige Stuckdekoration besonders im Treppenhaus, baugeschichtlich und ortsgeschichtlich von Bedeutung. Unregelmäßiger Grundriss, aufwendige Gestaltung, Porphyrelemente oder gefärbter Beton, Putzfassade, Schwebegiebel, Turm, originale Dach fehlt, Vordach mit Säule, verschiedene vorkragende Dächer, Polygonsockel mit Porphyr, abgesetzt mit Eckquaderung, vorspringende Erker, Freitreppe, Gesims farbig hervorgehoben. | 09245725 |
| Direkt Bild zu diesem Denkmal hochladen | Mietshaus in geschlossener Bebauung | Hermann-Dindas-Straße 11 (Karte)                                         | Um 1910                                                | Ziegelfassade, baugeschichtlich von Bedeutung. Sechs Achsen, Mittelrisalit, Volutengiebel, gelber Klinker, abgesetzt mit rotgefärbten Betonelementen, Fenster betont, Fenster mit Sprossenteilung Oberlichter fast vollständig erhalten, Haustür mit Oberlicht, Sockel, Bossenquaderung. | 09245286 |
| Direkt Bild zu diesem Denkmal hochladen | Mietshauszeile in offener Bebauung | Hermann-Dindas-Straße 18, 20, 22, 24 (Karte)                             | 1911 (Nr. 18, 20, 22); 1924 (Nr. 24)                   | Im Reformstil der Zeit um 1910, baugeschichtlich und städtebaulich von Bedeutung. Einheitliches Straßenbild, guter Originalzustand, Putzfassade, kaum Putzverzierungen, alle dreigeschossig, mittleren Gebäude am repräsentativsten mit Mittelrisalit und betontem Hauseingang, originale Fenster mit Sprossenteilung, Oberlichter vereinzelt erhalten. | 09245285 |
| Direkt Bild zu diesem Denkmal hochladen | Mietshaus (ursprünglich mit Gaststätte) in geschlossener Bebauung | Hermann-Dindas-Straße 19 (Karte)                                         | 1911                                                   | Im Reformstil der Zeit um 1910, baugeschichtlich und städtebaulich von Bedeutung. Runder Erker an Ecke, dreigeschossig, Zwerchgiebel über zwei Achsen, ehemalige Gartenstadtschenke im Erdgeschoss. | 09245284 |
| Direkt Bild zu diesem Denkmal hochladen | Zwei gegenüber liegende Mietshauszeilen mit 14 Mietshäusern (bauliche Einheit mit Wiesenstraße 12–17/50–55)                                                                      | Hospitalstraße 1, 2, 4, 6, 8, 10, 12, 13, 14, 15, 16, 18, 20, 22 (Karte) | Um 1900                                                | Klinkerfassaden, für Arbeiterwohngebiet typische Bebauung, nur in wenigen Beispielen ist ein derartiges Wohngebiet so vollständig erhalten geblieben, baugeschichtlich und städtebaulich von Bedeutung. Außer Nummer 1 in geschlossener Bebauung, zweigeschossig, Zwerchgiebel über zwei Achsen, meisten Gebäude fünf Achsen, dunkelroter Klinker, gelbe Klinkerbänder und -ornamente, Gesimse Deutsches Band oder mit Kragsteinen aus Klinker, farblich abgehoben, meist guter Originalzustand mit originalen Fenstern und Haustüren, Einzelhaus schlicht, Gliederung durch Gesimse und farbigen Klinkern. Nummer 1 Eckhaus, dominante Lage, gleiche Gestaltung, nur dreigeschossig, ursprünglich mit Laden. | 09245719 |
| Direkt Bild zu diesem Denkmal hochladen | Mietshaus in geschlossener Bebauung | Humboldtstraße 6 (Karte)                                                 | Um 1900                                                | Zeittypischer Historismusbau mit Putzquaderung, bauhistorische Bedeutung. Zarte Putzquaderung der gesamten Fassade, sandfarbig gestrichen, einfache Fenstergewände, schön verzierte Haustür mit Gitter, dreigeschossig, vier Achsen, Sockel Sandstein mit Fugenputz, originaler zweiflügeliger Haustür mit Ziervergitterung und gesprosstem Oberlicht, alle Fenster dem Original nachempfunden. Am Kranzgesims Fries: laufender Hund, vier einfache Gauben. | 09245498 |
| Direkt Bild zu diesem Denkmal hochladen | Mietshaus in geschlossener Bebauung konzipiert | Humboldtstraße 9 (Karte)                                                 | Um 1885                                                | Gründerzeitlicher Putzbau von bauhistorischer Bedeutung. Dreigeschossig, fünf Achsen, Seitenrisalit mit Pilastern, Putzquaderung im Erdgeschoss, Tür mit schön verziertem Gitter, Fensterverdachung mit waagerechtem Gebälk im ersten Obergeschoss und Dreiecksgiebelchen am Risalit, Kragsteine im Traufbereich. | 09245497 |
| Direkt Bild zu diesem Denkmal hochladen | Mietshaus in geschlossener Bebauung | Humboldtstraße 29 (Karte)                                                | Um 1900                                                | Ortstypische historistische Fassade, zusammen mit Nummer 31 geplant und gestaltet, baugeschichtlich Bedeutung. Dreigeschossiger Bau mit Sicht-Ziegelmauerwerk, ornamentale Sandsteinelemente, italisierende Attikazone geht ins benachbarte Gebäude (Nummer 31) über, Welscher Giebel. | 09245506 |
| Direkt Bild zu diesem Denkmal hochladen | Mietshaus in geschlossener Bebauung | Humboldtstraße 31 (Karte)                                                | Um 1900                                                | Ortstypische historistische Fassade, zusammen mit Nummer 29 geplant und gestaltet, baugeschichtliche Bedeutung. Dreigeschossig, Sicht-Ziegelmauerwerk, ornamentale Sandsteinelemente, italisierende Attikazone geht über in das benachbarte Gebäude Nummer 29, Fassade links bekrönt durch Welschen Giebel. | 09245505 |
| Direkt Bild zu diesem Denkmal hochladen | Wohnhaus in halboffener Bebauung | Johannisgasse 1 (Karte)                                                  | 2. Hälfte 19. Jahrhundert                              | Baugeschichtlich und städtebaulich von Bedeutung | 09245660 |
| Direkt Bild zu diesem Denkmal hochladen | Wohnhaus in geschlossener Bebauung | Johannisgasse 5 (Karte)                                                  | 2. Hälfte 19. Jahrhundert                              | Gründerzeitlich-klassizistische Fassade, baugeschichtlich und städtebaulich von Bedeutung. Putzfassade mit originaler Haustür, Fenster teilweise erhalten, waagerechte Fensterverdachung im ersten Obergeschoss, Gesims. | 09245663 |
| Direkt Bild zu diesem Denkmal hochladen | Wohnhaus in geschlossener Bebauung | Johannisgasse 6 (Karte)                                                  | 2. Hälfte 19. Jahrhundert, Kern womöglich älter        | Portal mit Schlussstein baugeschichtlich und städtebaulich von Bedeutung. Originale Haustür und Fassadengliederung, Gesims, zweigeschossig, einfache Gestaltung, sechs Achsen. | 09245662 |
| Direkt Bild zu diesem Denkmal hochladen | Wohnhaus ehemals in geschlossener Bebauung | Johannisgasse 7 (Karte)                                                  | Um 1795                                                | Mit schöner Toreinfahrt, baugeschichtlich und städtebaulich von Bedeutung. Sterngewölbe in einem der Zimmer im Erdgeschoss eventuell 16. Jahrhundert, hohe Eingangshalle, Türportal mit originaler Haustür aus 2. Hälfte des 19. Jahrhunderts, Kellergänge mit Tonnengewölbe, Haus zweigeschossig, sehr guter Originalbestand, starkes Mauerwerk im Erdgeschoss, gehört zu ältesten Gebäude in Stadtkern, Sterngewölbe seltener Befund. | 09245661 |
| Direkt Bild zu diesem Denkmal hochladen | Wohnhaus in halboffener Bebauung, ehemalige Herberge | Johannisplatz 1 (Karte)                                                  | Um 1845                                                | Von klassizistischer Wirkung, im Kern aber älter, baugeschichtlich, ortsgeschichtlich, platzbildprägend und städtebaulich von Bedeutung. Gesims, Konsolen, dreigeschossig, Erdgeschoss Kreuzgewölbe, originale Haustür, teilweise Haus überformt, Wohnhaus mit gewerblicher Nutzung. | 09245436 |
| Direkt Bild zu diesem Denkmal hochladen | Altes Gerichtshaus, heute Museum (Neuberin-Geburtshaus) | Johannisplatz 3 (Karte)                                                  | Nach 1833, unter Einbeziehung älterer Bausubstanz      | Klassizistisches Gebäude, Geburtshaus der Schauspielerin Caroline Neuber, ursprünglich an gleicher Stelle Komturei des Deutschen Ordens, baugeschichtlich, ortsgeschichtlich, platzbildprägend und städtebaulich von Bedeutung. Hier wurde am 9. März 1697 Friederike Caroline verehelichte Neuber, genannt Neuberin, geboren, Tochter des Gerichtshalters Daniel Weißenborn. 1702 zog die Familie nach Zwickau. Die Neuberin hatte große Bedeutung für das deutsche Theaterwesen. Das Grundstück war im Mittelalter Bereich der Deutschordenskomturei, aus dieser Zeit eventuell die tiefen Keller, nach Reformation bis 1855 Sitz des gutsherrlichen Patrimonialgerichtes. Zweigeschossig, flaches Walmdach, nach Stadtbrand 1833 unter Einbeziehung älterer Substanz erbaut. | 09245825 |
| Direkt Bild zu diesem Denkmal hochladen | Villa mit angebautem Bedienstetenwohnhaus sowie Einfriedung und Garten | Joppenberg 73 (Karte)                                                    | Um 1920                                                | Im Reformstil der Zeit nach 1910, baugeschichtlich von Bedeutung. Putzfassade, Bleiglasfenster, Freitreppe, originale Türen, Fenster, Rollläden, Putzstruktur, Fenster mit Sprossenteilung der Oberlichter, Frontgiebel als Volutengiebel ausgebildet, Balkon, kannelierte Pilaster, Erker im Erdgeschoss, Balkon Obergeschoss, annähernd quadratischer Grundriss mit Lisenen, originaler Putz, wichtig durch dominante Lage, architektonisch gut gestaltet, klar gegliedert. | 09245704 |
| Direkt Bild zu diesem Denkmal hochladen | Vier Gräber für Fremdarbeiter, verstorben vermutlich 1944 | Kahmerer Straße (Karte)                                                  | 1944                                                   | Ortsgeschichtlich von Bedeutung | 09245562 |
| Direkt Bild zu diesem Denkmal hochladen | Mietshaus in Ecklage, mit Vorgarten und Einfriedung | Karl-Liebknecht-Straße 2 (Karte)                                         | Um 1910                                                | Im Reformstil der Zeit um 1910, baugeschichtlich und städtebaulich von Bedeutung. Putzfassade, Bleiglasfenster im Treppenhaus, originale Fenster, Tür, Gitter, repräsentatives Gebäude. | 09245380 |
|                                         | Mietshaus in offener Bebauung, mit Torpfeilern | Karl-Liebknecht-Straße 7 (Karte)                                         | Um 1920                                                | Im späten Reformstil, baugeschichtlich und städtebaulich von Bedeutung. Dreigeschossig, Putzfassade, drei und fünf Achsen, Erker über zwei Geschosse, Jugendstilfenster mit Sprossenteilung der Oberlichter, Mansarddach, zeittypische Ornamentik, Fensterläden, sehr guter Originalzustand. | 09245539 |
| Direkt Bild zu diesem Denkmal hochladen | Wohnhaus in halboffener Bebauung | Karolinenstraße 19 (Karte)                                               | 2. Hälfte 19. Jahrhundert                              | Platzbildprägende Lage am Friedrich-Engels-Platz, von klassizistischer Erscheinung, baugeschichtlich und städtebaulich von Bedeutung. Putzfassade, zweigeschossig, Gesims, Tür in Mittelachse, fünf Achsen, Fenster teilweise erhalten, sechsteilig. | 09245636 |
| Direkt Bild zu diesem Denkmal hochladen | Villa | Kastanienstraße 19 (Karte)                                               | Um 1910                                                | Baugeschichtlich von Bedeutung, im Reformstil der Zeit um 1910. Putzfassade, zeittypische Ornamentik, schlichter Bau, halbrunder Erker, Vorhäuschen, Fenster als einziges Element modernisiert. | 09245288 |
| Direkt Bild zu diesem Denkmal hochladen | Mietshaus in halboffener Bebauung | Käthe-Kollwitz-Straße 3 (Karte)                                          | Um 1890                                                | Schlichter zeittypischer gründerzeitlicher Putzbau von städtebaulichem Wert. Vier Achsen, zweigeschossig, Gurtgesims sowie Putzbänder zwischen den Fenstern, vier einfache Gauben mit Satteldach. | 09245525 |
| Direkt Bild zu diesem Denkmal hochladen | Mietshaus in geschlossener Bebauung | Käthe-Kollwitz-Straße 5 (Karte)                                          | Um 1890                                                | Reich gegliederter, gründerzeitlicher Putzbau in sehr gutem Originalzustand, städtebaulich und baugeschichtlich von Bedeutung. Putzquaderung im Erdgeschoss, Gurtgesims, Obergeschoss Glattputz, zweigeschossig, vier Achsen, waagerechte Fensterverdachungen sowie Dreieckgiebelverdachungen im Obergeschoss, zweiachsiges Zwerchhaus bekrönt von Gebälk mit eingestellten Balustern, seitlich jeweils eine Gaube mit Satteldach. | 09245526 |
| Direkt Bild zu diesem Denkmal hochladen | Mietshaus in Ecklage in geschlossener Bebauung, heute Hotel mit Gaststätte | Käthe-Kollwitz-Straße 11 (Karte)                                         | Um 1890                                                | Reich gegliederter, gründerzeitlicher Putzbau in sehr gutem Originalzustand von großer städtebaulicher sowie baugeschichtlicher Bedeutung. Dreigeschossig, Putzquaderung im Erdgeschoss, reiche ornamentale Verzierungen, prachtvoller Bau in gutem Originalzustand, Fensterverdachung mit Dreiecksgiebelchen und Segmentgiebel, Fenster teilweise original oder nachempfunden, Haustür original, im Erdgeschoss Gaststätte, im zweiten Obergeschoss Rundbogenfenster, im Erdgeschoss Segmentbogenfenster, Haus zu Hotel und Gaststätte umgebaut. | 09245523 |
| Direkt Bild zu diesem Denkmal hochladen | Mietshaus in halboffener Bebauung | Käthe-Kollwitz-Straße 18 (Karte)                                         | Um 1895                                                | Zeittypisches gründerzeitliches Wohnhaus in Klinkermischbauweise, von baugeschichtlichem und städtebaulichem Wert. Putznutung im Erdgeschoss, waagerechte Fensterverdachung im ersten Obergeschoss, originale Fenster teilweise, Haustür original, Gesims, dreigeschossig, fünf Achsen. | 09245557 |
| Direkt Bild zu diesem Denkmal hochladen | Wohnhaus in halboffener Bebauung, mit Einfriedung und Vorgarten | Kirchgasse 5 (Karte)                                                     | Um 1800                                                | Baugeschichtlich und städtebaulich von Bedeutung | 09302331 |
| Direkt Bild zu diesem Denkmal hochladen | Wohnhaus in halboffener Bebauung | Kirchgasse 6 (Karte)                                                     | Bezeichnet mit 1795, Kern womöglich älter              | Zwei schöne Korbbogenportale, baugeschichtlich und städtebaulich von Bedeutung. Am Türportal datiert, originale Haustür und Fenstergewände, massiv, schiefergedeckte Gauben. | 09245667 |
| Direkt Bild zu diesem Denkmal hochladen | Wohnhaus (mit Gaststätte) in halboffener Bebauung | Kirchplatz 1 (Karte)                                                     | 1823                                                   | Baugeschichtlich und städtebaulich von Bedeutung. Fachwerk-Obergeschoss verputzt, Erdgeschoss massiv, vier Gauben, Krüppelwalmdach, Bau wirkt gedrungen, wichtig für Platz. | 09245668 |
| Direkt Bild zu diesem Denkmal hochladen | Wohnhaus in geschlossener Bebauung | Kirchplatz 2 (Karte)                                                     | Bezeichnet mit 1910                                    | Späthistoristische Fassade, baugeschichtlich und städtebaulich von Bedeutung | 09302327 |
| Direkt Bild zu diesem Denkmal hochladen | Archidiakonat | Kirchplatz 3 (Karte)                                                     | 1. Hälfte 18. Jahrhundert                              | Mit Segmentbogenportal, baugeschichtlich, ortsgeschichtlich und städtebaulich von Bedeutung. Originaler Dachstuhl, liegender Dachstuhl, Türen mit originalen Beschlägen, im Erdgeschoss Fenster mit Korbbögen überwölbt, Fachwerk-Obergeschoss verputzt, originale Haustür, im Erdgeschoss große Raumhöhe, Kreuzgewölbe. | 09245435 |
| Direkt Bild zu diesem Denkmal hochladen | Pfarrhaus der Peter-Paul-Gemeinde, mit Einfriedung und Garten | Kirchplatz 4 (Karte)                                                     | Um 1895                                                | Gründerzeitgebäude, Klinkerfassade, baugeschichtlich, ortsgeschichtlich und städtebaulich von Bedeutung. Oranger und roter Klinker, waagerechte Fensterverdachungen im Obergeschoss, Zwerchgiebel, mit Kreuz. | 09245430 |
| Weitere Bilder                          | Evangelische Stadtkirche St. Petri und Pauli (mit Ausstattung), Kirchhof mit Stützmauer, Geländer und Treppenanlage                                                              | Kirchplatz 5 (Karte)                                                     | 1720 (Kirche); 1724–1725 (Orgel)                       | Schlichter Barockbau, im Reformstil zum Teil überformt, im Innern weitgehend veränderte Silbermann-Orgel, baugeschichtlich, ortsgeschichtlich, künstlerisch und städtebaulich von Bedeutung. - Kirche unter Benutzung älterer Reste, 1906 erneuert, großer dreiseitiger geschlossener Emporensaal mit Strebepfeilern, Westturm, Flachdecke im Inneren stuckiert, barocker Kanzelaltar, lebensgroßer geschnitzter Kruzifixus um 1680; schönes Altargerät, augsburgisch, 17. und 18. Jahrhundert - Silbermannorgel: zweimanualig, 1724 und 1725 gebaut, bei zwei Bränden 1773 und 1833 sind Pfeifen gerettet worden, 1856 Erneuerung durch Jehmlich (Zwickau), 1927 bedauerlicherweise durch Jehmlich pneumatisiert, da die alten Schleifladen wurmstichig waren, Normalstimmung hergestellt - Friedhof von stadtbildprägender Wirkung, als ehemaliger Friedhof der St.-Petri-und-Pauli-Kirche von ortsgeschichtlicher Bedeutung - Heiste mit Geländer, vermutlich um 1890, gelegen zwischen Burgstraße und Kirchplatz | 09245429 |
| Direkt Bild zu diesem Denkmal hochladen | Kantorat | Kirchplatz 6 (Karte)                                                     | 1890                                                   | Gründerzeitgebäude, im neogotischen Stil, baugeschichtlich, ortsgeschichtlich und städtebaulich von Bedeutung | 09245432 |
| Direkt Bild zu diesem Denkmal hochladen | Altstadtschule (ehemalige Bürgerschule) | Kirchplatz 7 (Karte)                                                     | 1868–1869                                              | Platzbildprägender Gründerzeitbau, baugeschichtlich, ortsgeschichtlich und städtebaulich von Bedeutung. Waagerechte Fensterverdachungen oder Segmentgiebelchen, Putzfassade. | 09245431 |
| Direkt Bild zu diesem Denkmal hochladen | Mietshaus in geschlossener Bebauung | Klausenerstraße 1 (Karte)                                                | Um 1910                                                | Im Reformstil der Zeit um 1910, Teil des Ensembles Zwickauer Straße 63–91, baugeschichtlich und städtebaulich von Bedeutung. Klinkermischbauweise, Erker leicht hervorkragend mit Putz und Putzstuck, originale Haustür und Fenster, Balkone mit originalen Gittern und Halterungen für Balkonkästen. | 09245292 |
| Direkt Bild zu diesem Denkmal hochladen | Mietshaus in geschlossener Bebauung konzipiert | Klausenerstraße 3 (Karte)                                                | Um 1910                                                | Im Reformstil der Zeit um 1910, Teil des Ensembles Zwickauer Straße 63–91, baugeschichtlich und städtebaulich von Bedeutung. Erker über zwei Geschosse, Haus viergeschossig, sechs Achsen, Stuckornamentik, sehr guter Originalzustand, obere Geschoss Balkon, originale Haustür, Fenster teilweise original. | 09245291 |
| Direkt Bild zu diesem Denkmal hochladen | Mietshaus in Ecklage | Kleiner Anger 9 (Karte)                                                  | Um 1880                                                | Gründerzeitgebäude, baugeschichtlich und städtebaulich von Bedeutung. Teilweise waagerechte Fensterverdachung, Erdgeschoss verändert, zweites Obergeschoss mit originaler reicher Fassadengliederung mit Lisenen, weitere Fensterverdachung mit Dreiecksgiebelchen, ornamentale Verzierungen, Ecke überhöht, Fenster erneuert, Häuser am Kleinen Anger sind typische zeitgenössische Zeilenbebauung. | 09245710 |
| Direkt Bild zu diesem Denkmal hochladen | Mietshaus in geschlossener Bebauung | Kleiner Anger 10 (Karte)                                                 | 2. Hälfte 19. Jahrhundert                              | Gründerzeitgebäude, baugeschichtlich und städtebaulich von Bedeutung. Vier Achsen, dreigeschossig, Laden im Erdgeschoss, originale Fassadengliederung, Fenster teilweise erneuert, schöne Fenstereinrahmung, Zwerchgiebel über zwei Achsen. | 09245709 |
| Direkt Bild zu diesem Denkmal hochladen | Mietshaus in geschlossener Bebauung | Kleiner Anger 11 (Karte)                                                 | 2. Hälfte 19. Jahrhundert                              | Gründerzeitgebäude, baugeschichtlich und städtebaulich von Bedeutung. Fünf Achsen, dreigeschossig, Putznutung Erdgeschoss, Gesims, Glattputz, ockerfarbig, Zwerchgiebel mit veränderten Fenstern. | 09245708 |
| Direkt Bild zu diesem Denkmal hochladen | Mietshaus in geschlossener Bebauung | Kleiner Anger 12 (Karte)                                                 | 2. Hälfte 19. Jahrhundert                              | Gründerzeitgebäude, baugeschichtlich und städtebaulich von Bedeutung. Vier Achsen, dreigeschossig, guter Originalzustand, Fenster, Türen, Putznutung im Erdgeschoss, Gesims, Glattputz, ockerfarbig, schöne Fensterverzierungen, Zwerchgiebel über zwei Achsen. | 09245707 |
| Direkt Bild zu diesem Denkmal hochladen | Empfangsgebäude des Unteren Bahnhofs Reichenbach (Vogtl.) | Kleiner Anger 16 (Karte)                                                 | 1894–1895                                              | Gründerzeitliche Klinkerbauten, baugeschichtlich und ortsgeschichtlich von Bedeutung. Klinkerfassade, roter Klinker, gelber Klinker als Verzierung, zum Beispiel Lisenen und Fenstereinrahmung, eingeschossig, heute Wohnhaus. | 09245596 |
| Weitere Bilder                          | Ehemaliges Eisenbahner-Beamtenwohnhaus mit kleinem Schuppen | Kleiner Anger 18 (Karte)                                                 | Um 1900                                                | Gründerzeitgebäude, gehörte ursprünglich zum Bahngelände Unterer Bahnhof, baugeschichtlich von Bedeutung. Klinkerfassade, rotoranger Klinker, Gesims ebenfalls Klinker, gelber Klinker als Verzierung: Gesims und über Fenstern, Deutsches Band, Kranzgesims mit Spitzbogenfries, Mezzaningeschoss, Satteldach, zweigeschossig, vier Achsen, sehr guter Originalzustand. | 09245558 |
| Direkt Bild zu diesem Denkmal hochladen | Mietshaus in geschlossener Bebauung konzipiert | Klinkhardtstraße 3 (Karte)                                               | Um 1910                                                | Im Reformstil der Zeit um 1910, baugeschichtlich und städtebaulich von Bedeutung. Dreigeschossig, Putzfassade, leicht vorkragender Mittelrisalit, Putzstrukturen original, originale Fenster und Türen, Oberlichter mit Sprossengliederung, Frontispiz. | 09245541 |
|                                         | Hochschule (ehemalige Höhere Textilfachschule) mit technischer Ausstattung und Grünanlage                                                                                        | Klinkhardtstraße 30 (Karte)                                              | 1926–1927                                              | Im expressionistischen Stil der 1920er Jahre, Anklängen an die Neue Sachlichkeit, Architekt: Rudolf Ladewig aus Reichenbach, baugeschichtlich, architektonisch-künstlerisch, ortsgeschichtlich und kunsthistorisch von besonderer Bedeutung. Putzfassade, hervorzuhebender Originalzustand innen und außen, plastischer Schmuck aus Erbauungszeit am Treppenhausteil der Fassade, halbrund geschwungener Bogen mit großer städtebaulicher Bedeutung, im Inneren Türen, kleine Brunnen, Vitrinen und anderes erhalten, Fenster und Haustüren original, repräsentatives, streng gegliedertes Gebäude, Einflüsse Art déco und Bauhaus verarbeitet, umfasst Schulzimmer, Hörsäle, Werkstätten, flachgedeckter Baukörper aneinandergesetzt, gegliedert durch Lisenen, plastischer Schmuck ist Darstellung der verschiedenen Handwerkstechniken. | 09245733 |
| Direkt Bild zu diesem Denkmal hochladen | Ehemalige Kammgarnspinnerei, Wohn- und Verwaltungsgebäude an der Straße (Nr. 1) und Produktionsgebäude (Nr. 1a)                                                                  | Kneippstraße 1, 1a (Karte)                                               | Um 1910 (Verwaltungsgebäude); um 1925 (Fabrikgebäude)  | Klinkerbauten, baugeschichtlich, technikhistorisch und ortsgeschichtlich von Bedeutung. - Spinnerei/Zwirnerei: dreigeschossiger Massivbau, klinkerverkleidet, Lisenen, klare Gliederung mit Mittelrisalit, dort Eingang, überhöhter Risalit, schöne originale Türen, Fenster mit Sprossenteilung, Klinkerornamentik am hinteren Gebäudeteil - Zweites Gebäude: älterer Teil, mehrere Bauphasen, Klinker, gelber Klinker als Zahnschnittfries oder Bänder | 09245272 |
| Direkt Bild zu diesem Denkmal hochladen | Wohnstallhaus eines Vierseithofes | Kneippstraße 46 (Karte)                                                  | 2. Hälfte 18. Jahrhundert                              | Altertümliche Fachwerkkonstruktion mit V-Streben, baugeschichtlich von Bedeutung. Fachwerk-Obergeschoss, Gliederung komplett erhalten, strebenreiches, Satteldach, Fensteraufteilung erhalten, liegender Dachstuhl, traufseitige Erweiterung, Erdgeschoss massiv. | 09245279 |
| Direkt Bild zu diesem Denkmal hochladen | Mauersegment, vermutlich der ehemaligen Stadtmauer | Kolpingstraße 3 (Karte)                                                  | 16.–19. Jahrhundert                                    | Von stadtgeschichtlicher Bedeutung; Wohnhaus auf dem Grundstück 2007 abgebrochen | 09245666 |
| Direkt Bild zu diesem Denkmal hochladen | Wohnhaus in halboffener Bebauung mit seitlicher Stützmauer, Einfriedung und kleinem Garten                                                                                       | Kolpingstraße 4 (Karte)                                                  | Um 1900                                                | Gründerzeitlicher Klinkerbau, straßenbildprägend, baugeschichtlich und städtebaulich von Bedeutung. Roter Klinker mit gelben Klinkern verziert, Klinkerbänder, zweigeschossig, fünf Achsen, originale Haustür. | 09245669 |
| Direkt Bild zu diesem Denkmal hochladen | Wohnhaus in halboffener Bebauung, mit seitlich gelegenem Vorgarten und Einfriedung                                                                                               | Kolpingstraße 5 (Karte)                                                  | Bezeichnet mit 1833                                    | Mit klassizistischem Portal, baugeschichtlich und städtebaulich von Bedeutung. Am Türportal datiert, originale Fenstergewände und Türportal, Obergeschoss vermutlich Fachwerk verputzt. | 09245670 |
| Direkt Bild zu diesem Denkmal hochladen | Wohnhaus in Ecklage in halboffener Bebauung mit historischer Kelleranlage (teilweise unter dem Straßenraum)                                                                      | Kolpingstraße 8 (Karte)                                                  | Nach 1833                                              | Schlichter klassizistischer Wohnbau, baugeschichtlich und städtebaulich von Bedeutung. Krüppelwalmdach, im Erdgeschoss Kreuzgewölbe, ursprünglich im Erdgeschoss Gaststätte, zweigeschossig, ursprünglich Haustür in Mittelachse der Traufseite, alte Kelleranlage, teilweise unter Straßenraum. | 09245826 |
| Direkt Bild zu diesem Denkmal hochladen | Wohnhaus in halboffener Bebauung | Kolpingstraße 12 (Karte)                                                 | Um 1905                                                | Späthistorismusbau mit Fachwerkgiebel, baugeschichtlich und städtebaulich von Bedeutung. Frontispiz Fachwerk, Jugendstilornamentik über Fenstern im ersten Obergeschoss, zweigeschossig, vier Achsen, kleine originale Haustür. | 09245671 |

## Ehemalige Denkmäler
| Bild                                    | Bezeichnung | Lage                              | Datierung                                                                        | Beschreibung | ID       |
| --------------------------------------- | --- | --------------------------------- | -------------------------------------------------------------------------------- | --- | -------- |
| Direkt Bild zu diesem Denkmal hochladen | Wohnhaus und Verwaltungsgebäude sowie technische Ausstattung im Maschinen- und Kesselhaus (Kammgarnspinnerei und Zwirnerei Moritz Feustel) | Dr.-Külz-Straße 1, 3 (Karte)      | Letztes Drittel 19. Jahrhundert (Wohn- und Bürogebäude); um 1900 (Dampfmaschine) | Relativ alte Fabrikanlage in gutem Originalzustand, ein Bau der frühen Gründerzeit mit noch klassizistischer Wirkung, von stadtgeschichtlichem und baugeschichtlichem Wert, Dampfmaschine von Seltenheitswert, mit zugehöriger Kesselanlage und marmorner Schalttafel von technikgeschichtlicher Bedeutung. - Gebäude: Fensterverdachungen, zweigeschossig, sehr guter Originalzustand, Putzfassade, Mezzaningeschoss, originale Fenster, Abbruchgenehmigung von 2012; 2015 abgerissen - Dampfmaschine: in Teilen erhaltene Maschine zur Umwandlung von Dampfkraft in mechanisch nutzbare Energie, Übertragung der Energie mittels Transmission in die einzelnen Stockwerke der Fabrik, Einzylinder-Kolbendampfmaschine, Kolben nicht erhalten, vier Ventile, großes Schwungrad (Durchmesser zirka 4,5 Meter) mit vorgelagerter Riemenscheibe (vermutlich zur fabrikeigenen Licht- und Kraftstromerzeugung mittels Generator), vermutlich bis 1945 in Betrieb, Translozierung als Erhaltungsmaßnahme nach Mylau vor die Vogtländische Armaturenfabrik - Schalttafel: aus Marmor, in Resten erhalten - Kessel: Zweirohrkessel zur Dampferzeugung, Betrieb der Dampfmaschine über Rohrleitungen | 09245540 |
| Direkt Bild zu diesem Denkmal hochladen | Ehemaliges Wohn- und Kontorgebäude einer Fabrik (Firma Ring & Werner)                                                                      | Heinsdorfer Straße 27, 28 (Karte) | Um 1900                                                                          | Repräsentativer Historismusbau, bau- und ortsgeschichtlich von Bedeutung. Klinkermischbauweise, sehr guter Originalzustand, farbige Betonelemente, gelber Klinker, im Erdgeschoss Putz verändert, Treppenhaus mit aufwändigen Farbglasfenstern, geschädigt, reich gegliederte Fassade mit Putznutung und Putzquaderung, Fensterverdachung mit Dreiecksgiebelchen, originale Fenster, Halbsäulen mit reich verzierten Kapitellen. Zwischen 2008 und 2016 abgerissen. | 09245742 |
| Direkt Bild zu diesem Denkmal hochladen | Wohnhaus in halboffener Bebauung | Johannisgasse 4 (Karte)           | Um 1850                                                                          | Von klassizistischer Wirkung, baugeschichtlich und städtebaulich von Bedeutung. Zweigeschossig, wichtig für Platzwirkung, leicht hervortretender Mittelrisalit, Frontispiz über drei Achsen, Fenster um 1905. Zwischen 2008 und 2016 abgerissen. | 09245665 |
| Direkt Bild zu diesem Denkmal hochladen | Wohnhaus in geschlossener Bebauung | Johannisplatz 2 (Karte)           | 2. Hälfte 19. Jahrhundert                                                        | Baugeschichtlich, platzbildprägend, städtebaulich und womöglich hausgeschichtlich von Bedeutung, Putzfassade. 2014 abgerissen. | 09245664 |

## Tabellenlegende
- Bild: Bild des Kulturdenkmals, ggf. zusätzlich mit einem Link zu weiteren Fotos des Kulturdenkmals im Medienarchiv Wikimedia Commons. Wenn man auf das Kamerasymbol klickt, können Fotos zu Kulturdenkmalen aus dieser Liste hochgeladen werden:
- Bezeichnung: Denkmalgeschützte Objekte und ggf. Bauwerksname des Kulturdenkmals
- Lage: Straßenname und Hausnummer oder Flurstücknummer des Kulturdenkmals. Die Grundsortierung der Liste erfolgt nach dieser Adresse. Der Link (Karte) führt zu verschiedenen Kartendiensten mit der Position des Kulturdenkmals. Fehlt dieser Link, wurden die Koordinaten noch nicht eingetragen. Sind diese bekannt, können sie über ein Tool mit einer Kartenansicht einfach nachgetragen werden. In dieser Kartenansicht sind Kulturdenkmale ohne Koordinaten mit einem roten bzw. orangen Marker dargestellt und können durch Verschieben auf die richtige Position in der Karte mit Koordinaten versehen werden. Kulturdenkmale ohne Bild sind an einem blauen bzw. roten Marker erkennbar.
- Datierung: Baubeginn, Fertigstellung, Datum der Erstnennung oder grobe zeitliche Einordnung entsprechend des Eintrags in der sächsischen Denkmaldatenbank
- Beschreibung: Kurzcharakteristik des Kulturdenkmals entsprechend des Eintrags in der sächsischen Denkmaldatenbank, ggf. ergänzt durch die dort nur selten veröffentlichten Erfassungstexte oder zusätzliche Informationen
- ID: Vom Landesamt für Denkmalpflege Sachsen vergebene, das Kulturdenkmal eindeutig identifizierende Objekt-Nummer. Der Link führt zum PDF-Denkmaldokument des Landesamtes für Denkmalpflege Sachsen. Bei ehemaligen Kulturdenkmalen können die Objektnummern unbekannt sein und deshalb fehlen bzw. die Links von aus der Datenbank entfernten Objektnummern ins Leere führen. Ein ggf. vorhandenes Icon  führt zu den Angaben des Kulturdenkmals bei Wikidata.